# Liste des communes de Saône-et-Loire
Pour les autres listes de communes françaises, voir Listes des communes de France.
| - La Saône-et-Loire en France métropolitaine. - Carte des communes de Saône-et-Loire. |

Cette page liste les 563 communes du département français de Saône-et-Loire au 1er janvier 2025.

## Liste des communes
Le tableau suivant donne la liste des communes au 1er janvier 2025, en précisant leur code Insee, leur code postal principal, leur arrondissement, leur canton, leur intercommunalité, leur superficie, leur population et leur densité, d'après les chiffres de l'Insee issus du recensement 2022,.
| Nom                              | Code Insee | Code postal | Arrondissement   | Canton                                                   | Intercommunalité                                       | Superficie (km2) | Population (dernière pop. légale) | Densité (hab./km2) | Modifier                                    |
| -------------------------------- | ---------- | ----------- | ---------------- | -------------------------------------------------------- | ------------------------------------------------------ | ---------------- | --------------------------------- | ------------------ | ------------------------------------------- |
| Mâcon (préfecture)               | 71270      | 71000       | Mâcon            | Mâcon-1 Mâcon-2                                          | CA Mâconnais Beaujolais Agglomération                  | 27,04            | 34 759 (2022)                     | 1 285              | modifier les données · modifier les données |
| L'Abergement-de-Cuisery          | 71001      | 71290       | Louhans          | Cuiseaux                                                 | CC Terres de Bresse                                    | 7,96             | 811 (2022)                        | 102                | modifier les données · modifier les données |
| L'Abergement-Sainte-Colombe      | 71002      | 71370       | Louhans          | Ouroux-sur-Saône                                         | CC Terres de Bresse                                    | 19,53            | 1 235 (2022)                      | 63                 | modifier les données · modifier les données |
| Allerey-sur-Saône                | 71003      | 71350       | Chalon-sur-Saône | Gergy                                                    | CA Le Grand Chalon                                     | 16,42            | 809 (2022)                        | 49                 | modifier les données · modifier les données |
| Allériot                         | 71004      | 71380       | Chalon-sur-Saône | Ouroux-sur-Saône                                         | CC Saône Doubs Bresse                                  | 13,46            | 1 162 (2022)                      | 86                 | modifier les données · modifier les données |
| Aluze                            | 71005      | 71510       | Chalon-sur-Saône | Chagny                                                   | CA Le Grand Chalon                                     | 6,01             | 244 (2022)                        | 41                 | modifier les données · modifier les données |
| Amanzé                           | 71006      | 71800       | Charolles        | Chauffailles                                             | CC La Clayette Chauffailles en Brionnais               | 11,29            | 195 (2022)                        | 17                 | modifier les données · modifier les données |
| Ameugny                          | 71007      | 71460       | Mâcon            | Cluny                                                    | CC du Clunisois                                        | 6,47             | 168 (2022)                        | 26                 | modifier les données · modifier les données |
| Anglure-sous-Dun                 | 71008      | 71170       | Charolles        | Chauffailles                                             | CC La Clayette Chauffailles en Brionnais               | 7,00             | 146 (2022)                        | 21                 | modifier les données · modifier les données |
| Anost                            | 71009      | 71550       | Autun            | Autun-1                                                  | CC du Grand Autunois Morvan                            | 51,91            | 704 (2022)                        | 14                 | modifier les données · modifier les données |
| Antully                          | 71010      | 71400       | Autun            | Autun-2                                                  | CC du Grand Autunois Morvan                            | 37,13            | 816 (2022)                        | 22                 | modifier les données · modifier les données |
| Anzy-le-Duc                      | 71011      | 71110       | Charolles        | Paray-le-Monial                                          | CC de Marcigny                                         | 25,06            | 423 (2022)                        | 17                 | modifier les données · modifier les données |
| Artaix                           | 71012      | 71110       | Charolles        | Paray-le-Monial                                          | CC de Marcigny                                         | 21,41            | 343 (2022)                        | 16                 | modifier les données · modifier les données |
| Authumes                         | 71013      | 71270       | Louhans          | Pierre-de-Bresse                                         | CC Bresse Nord Intercom'                               | 12,88            | 286 (2022)                        | 22                 | modifier les données · modifier les données |
| Autun                            | 71014      | 71400       | Autun            | Autun-1 Autun-2                                          | CC du Grand Autunois Morvan                            | 61,52            | 13 144 (2022)                     | 214                | modifier les données · modifier les données |
| Auxy                             | 71015      | 71400       | Autun            | Autun-2                                                  | CC du Grand Autunois Morvan                            | 36,98            | 910 (2022)                        | 25                 | modifier les données · modifier les données |
| Azé                              | 71016      | 71260       | Mâcon            | Hurigny                                                  | CA Mâconnais Beaujolais Agglomération                  | 14,97            | 1 082 (2022)                      | 72                 | modifier les données · modifier les données |
| Ballore                          | 71017      | 71220       | Charolles        | Charolles                                                | CC Le Grand Charolais                                  | 10,75            | 90 (2022)                         | 8,4                | modifier les données · modifier les données |
| Bantanges                        | 71018      | 71500       | Louhans          | Cuiseaux                                                 | CC Terres de Bresse                                    | 10,73            | 566 (2022)                        | 53                 | modifier les données · modifier les données |
| Barizey                          | 71019      | 71640       | Chalon-sur-Saône | Givry                                                    | CA Le Grand Chalon                                     | 5,58             | 139 (2022)                        | 25                 | modifier les données · modifier les données |
| Barnay                           | 71020      | 71540       | Autun            | Autun-1                                                  | CC du Grand Autunois Morvan                            | 15,40            | 99 (2022)                         | 6,4                | modifier les données · modifier les données |
| Baron                            | 71021      | 71120       | Charolles        | Charolles                                                | CC Le Grand Charolais                                  | 13,29            | 279 (2022)                        | 21                 | modifier les données · modifier les données |
| Baudemont                        | 71022      | 71800       | Charolles        | Chauffailles                                             | CC La Clayette Chauffailles en Brionnais               | 7,97             | 627 (2022)                        | 79                 | modifier les données · modifier les données |
| Baudrières                       | 71023      | 71370       | Louhans          | Ouroux-sur-Saône                                         | CC Terres de Bresse                                    | 27,00            | 1 007 (2022)                      | 37                 | modifier les données · modifier les données |
| Baugy                            | 71024      | 71110       | Charolles        | Paray-le-Monial                                          | CC de Marcigny                                         | 12,61            | 495 (2022)                        | 39                 | modifier les données · modifier les données |
| Beaubery                         | 71025      | 71220       | Charolles        | Charolles                                                | CC Le Grand Charolais                                  | 22,98            | 361 (2022)                        | 16                 | modifier les données · modifier les données |
| Beaumont-sur-Grosne              | 71026      | 71240       | Chalon-sur-Saône | Tournus                                                  | CC Entre Saône et Grosne                               | 7,82             | 333 (2022)                        | 43                 | modifier les données · modifier les données |
| Beaurepaire-en-Bresse            | 71027      | 71580       | Louhans          | Pierre-de-Bresse                                         | CC Bresse Revermont 71                                 | 10,42            | 724 (2022)                        | 69                 | modifier les données · modifier les données |
| Beauvernois                      | 71028      | 71270       | Louhans          | Pierre-de-Bresse                                         | CC Bresse Nord Intercom'                               | 8,94             | 103 (2022)                        | 12                 | modifier les données · modifier les données |
| Bellevesvre                      | 71029      | 71270       | Louhans          | Pierre-de-Bresse                                         | CC Bresse Nord Intercom'                               | 7,13             | 306 (2022)                        | 43                 | modifier les données · modifier les données |
| Bergesserin                      | 71030      | 71250       | Mâcon            | Cluny                                                    | CC du Clunisois                                        | 7,22             | 196 (2022)                        | 27                 | modifier les données · modifier les données |
| Berzé-la-Ville                   | 71032      | 71960       | Mâcon            | Hurigny                                                  | CA Mâconnais Beaujolais Agglomération                  | 5,53             | 708 (2022)                        | 128                | modifier les données · modifier les données |
| Berzé-le-Châtel                  | 71031      | 71960       | Mâcon            | Cluny                                                    | CC du Clunisois                                        | 5,53             | 56 (2022)                         | 10                 | modifier les données · modifier les données |
| Bey                              | 71033      | 71620       | Chalon-sur-Saône | Gergy                                                    | CC Saône Doubs Bresse                                  | 8,92             | 869 (2022)                        | 97                 | modifier les données · modifier les données |
| Bissey-sous-Cruchaud             | 71034      | 71390       | Chalon-sur-Saône | Givry                                                    | CC Sud Côte Chalonnaise                                | 11,22            | 333 (2022)                        | 30                 | modifier les données · modifier les données |
| Bissy-la-Mâconnaise              | 71035      | 71260       | Mâcon            | Hurigny                                                  | CC Mâconnais-Tournugeois                               | 4,96             | 203 (2022)                        | 41                 | modifier les données · modifier les données |
| Bissy-sous-Uxelles               | 71036      | 71460       | Chalon-sur-Saône | Cluny                                                    | CC Entre Saône et Grosne                               | 3,10             | 68 (2022)                         | 22                 | modifier les données · modifier les données |
| Bissy-sur-Fley                   | 71037      | 71460       | Chalon-sur-Saône | Givry                                                    | CC Sud Côte Chalonnaise                                | 4,80             | 82 (2022)                         | 17                 | modifier les données · modifier les données |
| Les Bizots                       | 71038      | 71710       | Autun            | Blanzy                                                   | CU Creusot Montceau                                    | 21,69            | 473 (2022)                        | 22                 | modifier les données · modifier les données |
| Blanot                           | 71039      | 71250       | Mâcon            | Cluny                                                    | CC du Clunisois                                        | 11,52            | 196 (2022)                        | 17                 | modifier les données · modifier les données |
| Blanzy                           | 71040      | 71450       | Autun            | Blanzy                                                   | CU Creusot Montceau                                    | 39,95            | 5 983 (2022)                      | 150                | modifier les données · modifier les données |
| Bois-Sainte-Marie                | 71041      | 71800       | Charolles        | Chauffailles                                             | CC La Clayette Chauffailles en Brionnais               | 2,69             | 185 (2022)                        | 69                 | modifier les données · modifier les données |
| Bonnay-Saint-Ythaire             | 71042      | 71460       | Mâcon            | Cluny                                                    | CC du Clunisois                                        | 21,29            | 443 (2022)                        | 21                 | modifier les données · modifier les données |
| Les Bordes                       | 71043      | 71350       | Chalon-sur-Saône | Gergy                                                    | CC Saône Doubs Bresse                                  | 2,28             | 84 (2022)                         | 37                 | modifier les données · modifier les données |
| Bosjean                          | 71044      | 71330       | Louhans          | Pierre-de-Bresse                                         | CC Bresse Revermont 71                                 | 18,64            | 311 (2022)                        | 17                 | modifier les données · modifier les données |
| Bouhans                          | 71045      | 71330       | Louhans          | Pierre-de-Bresse                                         | CC Bresse Revermont 71                                 | 10,21            | 176 (2022)                        | 17                 | modifier les données · modifier les données |
| La Boulaye                       | 71046      | 71320       | Autun            | Autun-2                                                  | CC du Grand Autunois Morvan                            | 13,86            | 98 (2022)                         | 7,1                | modifier les données · modifier les données |
| Bourbon-Lancy                    | 71047      | 71140       | Charolles        | Digoin                                                   | CC entre Arroux, Loire et Somme                        | 55,73            | 4 656 (2022)                      | 84                 | modifier les données · modifier les données |
| Bourg-le-Comte                   | 71048      | 71110       | Charolles        | Paray-le-Monial                                          | CC de Marcigny                                         | 11,40            | 171 (2022)                        | 15                 | modifier les données · modifier les données |
| Bourgvilain                      | 71050      | 71520       | Mâcon            | La Chapelle-de-Guinchay                                  | CC Saint-Cyr Mère Boitier entre Charolais et Mâconnais | 11,81            | 360 (2022)                        | 30                 | modifier les données · modifier les données |
| Bouzeron                         | 71051      | 71150       | Chalon-sur-Saône | Chagny                                                   | CA Le Grand Chalon                                     | 3,70             | 134 (2022)                        | 36                 | modifier les données · modifier les données |
| Boyer                            | 71052      | 71700       | Chalon-sur-Saône | Tournus                                                  | CC Entre Saône et Grosne                               | 16,93            | 726 (2022)                        | 43                 | modifier les données · modifier les données |
| Bragny-sur-Saône                 | 71054      | 71350       | Chalon-sur-Saône | Gergy                                                    | CC Saône Doubs Bresse                                  | 14,79            | 677 (2022)                        | 46                 | modifier les données · modifier les données |
| Branges                          | 71056      | 71500       | Louhans          | Louhans                                                  | CC Bresse Louhannaise Intercom'                        | 24,59            | 2 372 (2022)                      | 96                 | modifier les données · modifier les données |
| Bray                             | 71057      | 71250       | Mâcon            | Cluny                                                    | CC du Clunisois                                        | 9,89             | 128 (2022)                        | 13                 | modifier les données · modifier les données |
| Bresse-sur-Grosne                | 71058      | 71460       | Chalon-sur-Saône | Tournus                                                  | CC Entre Saône et Grosne                               | 10,02            | 185 (2022)                        | 18                 | modifier les données · modifier les données |
| Le Breuil                        | 71059      | 71670       | Autun            | Le Creusot-2                                             | CU Creusot Montceau                                    | 28,80            | 3 508 (2022)                      | 122                | modifier les données · modifier les données |
| Briant                           | 71060      | 71110       | Charolles        | Chauffailles                                             | CC du Canton de Semur-en-Brionnais                     | 13,31            | 230 (2022)                        | 17                 | modifier les données · modifier les données |
| Brienne                          | 71061      | 71290       | Louhans          | Cuiseaux                                                 | CC Terres de Bresse                                    | 5,65             | 479 (2022)                        | 85                 | modifier les données · modifier les données |
| Brion                            | 71062      | 71190       | Autun            | Autun-2                                                  | CC du Grand Autunois Morvan                            | 16,57            | 297 (2022)                        | 18                 | modifier les données · modifier les données |
| Broye                            | 71063      | 71190       | Autun            | Autun-2                                                  | CC du Grand Autunois Morvan                            | 28,39            | 754 (2022)                        | 27                 | modifier les données · modifier les données |
| Bruailles                        | 71064      | 71500       | Louhans          | Louhans                                                  | CC Bresse Louhannaise Intercom'                        | 22,36            | 973 (2022)                        | 44                 | modifier les données · modifier les données |
| Buffières                        | 71065      | 71250       | Mâcon            | Cluny                                                    | CC du Clunisois                                        | 12,13            | 277 (2022)                        | 23                 | modifier les données · modifier les données |
| Burgy                            | 71066      | 71260       | Mâcon            | Hurigny                                                  | CC Mâconnais-Tournugeois                               | 2,87             | 114 (2022)                        | 40                 | modifier les données · modifier les données |
| Burnand                          | 71067      | 71460       | Chalon-sur-Saône | Cluny                                                    | CC Sud Côte Chalonnaise                                | 6,52             | 122 (2022)                        | 19                 | modifier les données · modifier les données |
| Burzy                            | 71068      | 71460       | Mâcon            | Cluny                                                    | CC du Clunisois                                        | 5,31             | 58 (2022)                         | 11                 | modifier les données · modifier les données |
| Bussières                        | 71069      | 71960       | Mâcon            | Hurigny                                                  | CA Mâconnais Beaujolais Agglomération                  | 4,08             | 588 (2022)                        | 144                | modifier les données · modifier les données |
| Buxy                             | 71070      | 71390       | Chalon-sur-Saône | Givry                                                    | CC Sud Côte Chalonnaise                                | 11,92            | 2 155 (2022)                      | 181                | modifier les données · modifier les données |
| La Celle-en-Morvan               | 71509      | 71400       | Autun            | Autun-1                                                  | CC du Grand Autunois Morvan                            | 20,17            | 461 (2022)                        | 23                 | modifier les données · modifier les données |
| Céron                            | 71071      | 71110       | Charolles        | Paray-le-Monial                                          | CC de Marcigny                                         | 23,53            | 264 (2022)                        | 11                 | modifier les données · modifier les données |
| Cersot                           | 71072      | 71390       | Chalon-sur-Saône | Givry                                                    | CC Sud Côte Chalonnaise                                | 6,02             | 145 (2022)                        | 24                 | modifier les données · modifier les données |
| Chagny                           | 71073      | 71150       | Chalon-sur-Saône | Chagny                                                   | CA Beaune Côte et Sud                                  | 18,90            | 5 402 (2022)                      | 286                | modifier les données · modifier les données |
| Chaintré                         | 71074      | 71570       | Mâcon            | La Chapelle-de-Guinchay                                  | CA Mâconnais Beaujolais Agglomération                  | 3,31             | 564 (2022)                        | 170                | modifier les données · modifier les données |
| Chalmoux                         | 71075      | 71140       | Charolles        | Digoin                                                   | CC entre Arroux, Loire et Somme                        | 38,47            | 636 (2022)                        | 17                 | modifier les données · modifier les données |
| Chalon-sur-Saône                 | 71076      | 71100       | Chalon-sur-Saône | Chalon-sur-Saône-1 Chalon-sur-Saône-2 Chalon-sur-Saône-3 | CA Le Grand Chalon                                     | 15,22            | 44 592 (2022)                     | 2 930              | modifier les données · modifier les données |
| Chambilly                        | 71077      | 71110       | Charolles        | Paray-le-Monial                                          | CC de Marcigny                                         | 13,63            | 471 (2022)                        | 35                 | modifier les données · modifier les données |
| Chamilly                         | 71078      | 71510       | Chalon-sur-Saône | Chagny                                                   | CA Le Grand Chalon                                     | 4,70             | 147 (2022)                        | 31                 | modifier les données · modifier les données |
| Champagnat                       | 71079      | 71480       | Louhans          | Cuiseaux                                                 | CC Bresse Louhannaise Intercom'                        | 13,18            | 464 (2022)                        | 35                 | modifier les données · modifier les données |
| Champagny-sous-Uxelles           | 71080      | 71460       | Chalon-sur-Saône | Tournus                                                  | CC Entre Saône et Grosne                               | 5,05             | 84 (2022)                         | 17                 | modifier les données · modifier les données |
| Champforgeuil                    | 71081      | 71530       | Chalon-sur-Saône | Chalon-sur-Saône-1                                       | CA Le Grand Chalon                                     | 7,29             | 2 616 (2022)                      | 359                | modifier les données · modifier les données |
| Champlecy                        | 71082      | 71120       | Charolles        | Charolles                                                | CC Le Grand Charolais                                  | 22,82            | 208 (2022)                        | 9,1                | modifier les données · modifier les données |
| Chânes                           | 71084      | 71570       | Mâcon            | La Chapelle-de-Guinchay                                  | CA Mâconnais Beaujolais Agglomération                  | 2,24             | 529 (2022)                        | 236                | modifier les données · modifier les données |
| Change                           | 71085      | 21340       | Chalon-sur-Saône | Chagny                                                   | CA Beaune Côte et Sud                                  | 6,56             | 218 (2022)                        | 33                 | modifier les données · modifier les données |
| Changy                           | 71086      | 71120       | Charolles        | Charolles                                                | CC Le Grand Charolais                                  | 20,12            | 441 (2022)                        | 22                 | modifier les données · modifier les données |
| Chapaize                         | 71087      | 71460       | Chalon-sur-Saône | Cluny                                                    | CC Entre Saône et Grosne                               | 13,76            | 166 (2022)                        | 12                 | modifier les données · modifier les données |
| La Chapelle-au-Mans              | 71088      | 71130       | Charolles        | Gueugnon                                                 | CC entre Arroux, Loire et Somme                        | 27,50            | 225 (2022)                        | 8,2                | modifier les données · modifier les données |
| La Chapelle-de-Bragny            | 71089      | 71240       | Chalon-sur-Saône | Tournus                                                  | CC Entre Saône et Grosne                               | 15,87            | 240 (2022)                        | 15                 | modifier les données · modifier les données |
| La Chapelle-de-Guinchay          | 71090      | 71570       | Mâcon            | La Chapelle-de-Guinchay                                  | CA Mâconnais Beaujolais Agglomération                  | 12,44            | 4 038 (2022)                      | 325                | modifier les données · modifier les données |
| La Chapelle-du-Mont-de-France    | 71091      | 71520       | Mâcon            | La Chapelle-de-Guinchay                                  | CC Saint-Cyr Mère Boitier entre Charolais et Mâconnais | 9,11             | 190 (2022)                        | 21                 | modifier les données · modifier les données |
| La Chapelle-Naude                | 71092      | 71500       | Louhans          | Louhans                                                  | CC Bresse Louhannaise Intercom'                        | 19,06            | 496 (2022)                        | 26                 | modifier les données · modifier les données |
| La Chapelle-Saint-Sauveur        | 71093      | 71310       | Louhans          | Pierre-de-Bresse                                         | CC Bresse Nord Intercom'                               | 27,36            | 641 (2022)                        | 23                 | modifier les données · modifier les données |
| La Chapelle-sous-Brancion        | 71094      | 71700       | Mâcon            | Tournus                                                  | CC Mâconnais-Tournugeois                               | 9,94             | 142 (2022)                        | 14                 | modifier les données · modifier les données |
| La Chapelle-sous-Dun             | 71095      | 71800       | Charolles        | Chauffailles                                             | CC La Clayette Chauffailles en Brionnais               | 8,51             | 432 (2022)                        | 51                 | modifier les données · modifier les données |
| La Chapelle-sous-Uchon           | 71096      | 71190       | Autun            | Autun-2                                                  | CC du Grand Autunois Morvan                            | 16,59            | 194 (2022)                        | 12                 | modifier les données · modifier les données |
| La Chapelle-Thècle               | 71097      | 71470       | Louhans          | Cuiseaux                                                 | CC Terres de Bresse                                    | 16,48            | 497 (2022)                        | 30                 | modifier les données · modifier les données |
| Charbonnat                       | 71098      | 71320       | Autun            | Autun-2                                                  | CC du Grand Autunois Morvan                            | 22,23            | 227 (2022)                        | 10                 | modifier les données · modifier les données |
| Charbonnières                    | 71099      | 71260       | Mâcon            | Hurigny                                                  | CA Mâconnais Beaujolais Agglomération                  | 4,17             | 335 (2022)                        | 80                 | modifier les données · modifier les données |
| Chardonnay                       | 71100      | 71700       | Mâcon            | Tournus                                                  | CC Mâconnais-Tournugeois                               | 6,37             | 206 (2022)                        | 32                 | modifier les données · modifier les données |
| Charette-Varennes                | 71101      | 71270       | Louhans          | Pierre-de-Bresse                                         | CC Bresse Nord Intercom'                               | 16,47            | 434 (2022)                        | 26                 | modifier les données · modifier les données |
| La Charmée                       | 71102      | 71100       | Chalon-sur-Saône | Saint-Rémy                                               | CA Le Grand Chalon                                     | 13,95            | 680 (2022)                        | 49                 | modifier les données · modifier les données |
| Charmoy                          | 71103      | 71710       | Autun            | Autun-2                                                  | CU Creusot Montceau                                    | 39,54            | 284 (2022)                        | 7,2                | modifier les données · modifier les données |
| Charnay-lès-Chalon               | 71104      | 71350       | Chalon-sur-Saône | Gergy                                                    | CC Saône Doubs Bresse                                  | 9,24             | 192 (2022)                        | 21                 | modifier les données · modifier les données |
| Charnay-lès-Mâcon                | 71105      | 71850       | Mâcon            | Mâcon-1                                                  | CA Mâconnais Beaujolais Agglomération                  | 12,56            | 8 154 (2022)                      | 649                | modifier les données · modifier les données |
| Charolles                        | 71106      | 71120       | Charolles        | Charolles                                                | CC Le Grand Charolais                                  | 19,98            | 2 789 (2022)                      | 140                | modifier les données · modifier les données |
| Charrecey                        | 71107      | 71510       | Chalon-sur-Saône | Chagny                                                   | CA Le Grand Chalon                                     | 5,48             | 330 (2022)                        | 60                 | modifier les données · modifier les données |
| Chasselas                        | 71108      | 71570       | Mâcon            | La Chapelle-de-Guinchay                                  | CA Mâconnais Beaujolais Agglomération                  | 2,56             | 175 (2022)                        | 68                 | modifier les données · modifier les données |
| Chassey-le-Camp                  | 71109      | 71150       | Chalon-sur-Saône | Chagny                                                   | CA Le Grand Chalon                                     | 8,62             | 365 (2022)                        | 42                 | modifier les données · modifier les données |
| Chassigny-sous-Dun               | 71110      | 71170       | Charolles        | Chauffailles                                             | CC La Clayette Chauffailles en Brionnais               | 13,28            | 558 (2022)                        | 42                 | modifier les données · modifier les données |
| Chassy                           | 71111      | 71130       | Charolles        | Gueugnon                                                 | CC entre Arroux, Loire et Somme                        | 13,43            | 296 (2022)                        | 22                 | modifier les données · modifier les données |
| Château                          | 71112      | 71250       | Mâcon            | Cluny                                                    | CC du Clunisois                                        | 14,04            | 232 (2022)                        | 17                 | modifier les données · modifier les données |
| Châteauneuf                      | 71113      | 71740       | Charolles        | Chauffailles                                             | CC La Clayette Chauffailles en Brionnais               | 1,34             | 89 (2022)                         | 66                 | modifier les données · modifier les données |
| Châtel-Moron                     | 71115      | 71510       | Chalon-sur-Saône | Givry                                                    | CC Sud Côte Chalonnaise                                | 6,54             | 83 (2022)                         | 13                 | modifier les données · modifier les données |
| Châtenay                         | 71116      | 71800       | Charolles        | Chauffailles                                             | CC La Clayette Chauffailles en Brionnais               | 8,07             | 168 (2022)                        | 21                 | modifier les données · modifier les données |
| Châtenoy-en-Bresse               | 71117      | 71380       | Chalon-sur-Saône | Ouroux-sur-Saône                                         | CA Le Grand Chalon                                     | 6,69             | 1 098 (2022)                      | 164                | modifier les données · modifier les données |
| Châtenoy-le-Royal                | 71118      | 71880       | Chalon-sur-Saône | Chalon-sur-Saône-3                                       | CA Le Grand Chalon                                     | 12,55            | 6 205 (2022)                      | 494                | modifier les données · modifier les données |
| Chaudenay                        | 71119      | 71150       | Chalon-sur-Saône | Chagny                                                   | CA Beaune Côte et Sud                                  | 8,17             | 1 124 (2022)                      | 138                | modifier les données · modifier les données |
| Chauffailles                     | 71120      | 71170       | Charolles        | Chauffailles                                             | CC La Clayette Chauffailles en Brionnais               | 22,63            | 3 656 (2022)                      | 162                | modifier les données · modifier les données |
| La Chaux                         | 71121      | 71310       | Louhans          | Pierre-de-Bresse                                         | CC Bresse Nord Intercom'                               | 11,00            | 323 (2022)                        | 29                 | modifier les données · modifier les données |
| Cheilly-lès-Maranges             | 71122      | 71150       | Chalon-sur-Saône | Chagny                                                   | CA Le Grand Chalon                                     | 7,00             | 538 (2022)                        | 77                 | modifier les données · modifier les données |
| Chenay-le-Châtel                 | 71123      | 71340       | Charolles        | Paray-le-Monial                                          | CC de Marcigny                                         | 32,14            | 373 (2022)                        | 12                 | modifier les données · modifier les données |
| Chenôves                         | 71124      | 71390       | Chalon-sur-Saône | Givry                                                    | CC Sud Côte Chalonnaise                                | 10,54            | 208 (2022)                        | 20                 | modifier les données · modifier les données |
| Chérizet                         | 71125      | 71250       | Mâcon            | Cluny                                                    | CC du Clunisois                                        | 2,88             | 19 (2022)                         | 6,6                | modifier les données · modifier les données |
| Chevagny-les-Chevrières          | 71126      | 71960       | Mâcon            | Hurigny                                                  | CA Mâconnais Beaujolais Agglomération                  | 3,80             | 604 (2022)                        | 159                | modifier les données · modifier les données |
| Chevagny-sur-Guye                | 71127      | 71220       | Mâcon            | Cluny                                                    | CC du Clunisois                                        | 6,29             | 51 (2022)                         | 8,1                | modifier les données · modifier les données |
| Chiddes                          | 71128      | 71220       | Mâcon            | Cluny                                                    | CC du Clunisois                                        | 7,61             | 83 (2022)                         | 11                 | modifier les données · modifier les données |
| Chissey-en-Morvan                | 71129      | 71540       | Autun            | Autun-1                                                  | CC du Grand Autunois Morvan                            | 29,90            | 295 (2022)                        | 9,9                | modifier les données · modifier les données |
| Chissey-lès-Mâcon                | 71130      | 71460       | Mâcon            | Cluny                                                    | CC du Clunisois                                        | 15,28            | 230 (2022)                        | 15                 | modifier les données · modifier les données |
| Ciry-le-Noble                    | 71132      | 71420       | Autun            | Saint-Vallier                                            | CU Creusot Montceau                                    | 33,07            | 2 213 (2022)                      | 67                 | modifier les données · modifier les données |
| La Clayette                      | 71133      | 71800       | Charolles        | Chauffailles                                             | CC La Clayette Chauffailles en Brionnais               | 3,12             | 1 596 (2022)                      | 512                | modifier les données · modifier les données |
| Clessé                           | 71135      | 71260       | Mâcon            | Hurigny                                                  | CC Mâconnais-Tournugeois                               | 10,06            | 834 (2022)                        | 83                 | modifier les données · modifier les données |
| Clessy                           | 71136      | 71130       | Charolles        | Gueugnon                                                 | CC entre Arroux, Loire et Somme                        | 16,99            | 276 (2022)                        | 16                 | modifier les données · modifier les données |
| Cluny                            | 71137      | 71250       | Mâcon            | Cluny                                                    | CC du Clunisois                                        | 23,71            | 4 980 (2022)                      | 210                | modifier les données · modifier les données |
| Clux-Villeneuve                  | 71578      | 71270       | Chalon-sur-Saône | Gergy                                                    | CC Saône Doubs Bresse                                  | 15,36            | 301 (2022)                        | 20                 | modifier les données · modifier les données |
| Collonge-en-Charollais           | 71139      | 71460       | Chalon-sur-Saône | Blanzy                                                   | CC Sud Côte Chalonnaise                                | 12,17            | 150 (2022)                        | 12                 | modifier les données · modifier les données |
| Collonge-la-Madeleine            | 71140      | 71360       | Autun            | Autun-1                                                  | CC du Grand Autunois Morvan                            | 5,29             | 39 (2022)                         | 7,4                | modifier les données · modifier les données |
| Colombier-en-Brionnais           | 71141      | 71800       | Charolles        | Charolles                                                | CC La Clayette Chauffailles en Brionnais               | 13,37            | 314 (2022)                        | 23                 | modifier les données · modifier les données |
| La Comelle                       | 71142      | 71990       | Autun            | Autun-2                                                  | CC du Grand Autunois Morvan                            | 22,73            | 248 (2022)                        | 11                 | modifier les données · modifier les données |
| Condal                           | 71143      | 71480       | Louhans          | Cuiseaux                                                 | CC Bresse Louhannaise Intercom'                        | 16,43            | 460 (2022)                        | 28                 | modifier les données · modifier les données |
| Cordesse                         | 71144      | 71540       | Autun            | Autun-1                                                  | CC du Grand Autunois Morvan                            | 10,52            | 195 (2022)                        | 19                 | modifier les données · modifier les données |
| Cormatin                         | 71145      | 71460       | Chalon-sur-Saône | Cluny                                                    | CC Entre Saône et Grosne                               | 9,17             | 569 (2022)                        | 62                 | modifier les données · modifier les données |
| Cortambert                       | 71146      | 71250       | Mâcon            | Cluny                                                    | CC du Clunisois                                        | 16,02            | 271 (2022)                        | 17                 | modifier les données · modifier les données |
| Cortevaix                        | 71147      | 71460       | Mâcon            | Cluny                                                    | CC du Clunisois                                        | 10,42            | 249 (2022)                        | 24                 | modifier les données · modifier les données |
| Coublanc                         | 71148      | 71170       | Charolles        | Chauffailles                                             | CC La Clayette Chauffailles en Brionnais               | 8,76             | 839 (2022)                        | 96                 | modifier les données · modifier les données |
| Couches                          | 71149      | 71490       | Autun            | Chagny                                                   | CC du Grand Autunois Morvan                            | 19,52            | 1 211 (2022)                      | 62                 | modifier les données · modifier les données |
| Crêches-sur-Saône                | 71150      | 71680       | Mâcon            | La Chapelle-de-Guinchay                                  | CA Mâconnais Beaujolais Agglomération                  | 9,33             | 3 179 (2022)                      | 341                | modifier les données · modifier les données |
| Créot                            | 71151      | 71490       | Autun            | Autun-1                                                  | CC du Grand Autunois Morvan                            | 2,17             | 80 (2022)                         | 37                 | modifier les données · modifier les données |
| Cressy-sur-Somme                 | 71152      | 71760       | Charolles        | Gueugnon                                                 | CC entre Arroux, Loire et Somme                        | 28,13            | 174 (2022)                        | 6,2                | modifier les données · modifier les données |
| Le Creusot                       | 71153      | 71200       | Autun            | Le Creusot-1 Le Creusot-2                                | CU Creusot Montceau                                    | 18,11            | 20 536 (2022)                     | 1 134              | modifier les données · modifier les données |
| Crissey                          | 71154      | 71530       | Chalon-sur-Saône | Chalon-sur-Saône-1                                       | CA Le Grand Chalon                                     | 10,97            | 2 473 (2022)                      | 225                | modifier les données · modifier les données |
| Cronat                           | 71155      | 71140       | Charolles        | Digoin                                                   | CC entre Arroux, Loire et Somme                        | 60,62            | 510 (2022)                        | 8,4                | modifier les données · modifier les données |
| Cruzille                         | 71156      | 71260       | Mâcon            | Hurigny                                                  | CC Mâconnais-Tournugeois                               | 11,11            | 264 (2022)                        | 24                 | modifier les données · modifier les données |
| Cuiseaux                         | 71157      | 71480       | Louhans          | Cuiseaux                                                 | CC Bresse Louhannaise Intercom'                        | 21,26            | 1 853 (2022)                      | 87                 | modifier les données · modifier les données |
| Cuisery                          | 71158      | 71290       | Louhans          | Cuiseaux                                                 | CC Terres de Bresse                                    | 11,29            | 1 580 (2022)                      | 140                | modifier les données · modifier les données |
| Culles-les-Roches                | 71159      | 71460       | Chalon-sur-Saône | Givry                                                    | CC Sud Côte Chalonnaise                                | 8,90             | 200 (2022)                        | 22                 | modifier les données · modifier les données |
| Curbigny                         | 71160      | 71800       | Charolles        | Chauffailles                                             | CC La Clayette Chauffailles en Brionnais               | 9,64             | 306 (2022)                        | 32                 | modifier les données · modifier les données |
| Curdin                           | 71161      | 71130       | Charolles        | Gueugnon                                                 | CC entre Arroux, Loire et Somme                        | 8,00             | 337 (2022)                        | 42                 | modifier les données · modifier les données |
| Curgy                            | 71162      | 71400       | Autun            | Autun-1                                                  | CC du Grand Autunois Morvan                            | 31,58            | 1 100 (2022)                      | 35                 | modifier les données · modifier les données |
| Curtil-sous-Buffières            | 71163      | 71520       | Mâcon            | Cluny                                                    | CC du Clunisois                                        | 5,24             | 93 (2022)                         | 18                 | modifier les données · modifier les données |
| Curtil-sous-Burnand              | 71164      | 71460       | Chalon-sur-Saône | Cluny                                                    | CC Entre Saône et Grosne                               | 8,34             | 139 (2022)                        | 17                 | modifier les données · modifier les données |
| Cussy-en-Morvan                  | 71165      | 71550       | Autun            | Autun-1                                                  | CC du Grand Autunois Morvan                            | 34,77            | 355 (2022)                        | 10                 | modifier les données · modifier les données |
| Cuzy                             | 71166      | 71320       | Charolles        | Gueugnon                                                 | CC entre Arroux, Loire et Somme                        | 17,91            | 111 (2022)                        | 6,2                | modifier les données · modifier les données |
| Damerey                          | 71167      | 71620       | Chalon-sur-Saône | Gergy                                                    | CC Saône Doubs Bresse                                  | 11,62            | 548 (2022)                        | 47                 | modifier les données · modifier les données |
| Dampierre-en-Bresse              | 71168      | 71310       | Louhans          | Pierre-de-Bresse                                         | CC Bresse Nord Intercom'                               | 11,09            | 173 (2022)                        | 16                 | modifier les données · modifier les données |
| Davayé                           | 71169      | 71960       | Mâcon            | La Chapelle-de-Guinchay                                  | CA Mâconnais Beaujolais Agglomération                  | 4,17             | 680 (2022)                        | 163                | modifier les données · modifier les données |
| Demigny                          | 71170      | 71150       | Chalon-sur-Saône | Gergy                                                    | CA Le Grand Chalon                                     | 29,63            | 1 769 (2022)                      | 60                 | modifier les données · modifier les données |
| Dennevy                          | 71171      | 71510       | Chalon-sur-Saône | Chagny                                                   | CA Le Grand Chalon                                     | 4,62             | 299 (2022)                        | 65                 | modifier les données · modifier les données |
| Dettey                           | 71172      | 71190       | Autun            | Autun-2                                                  | CC du Grand Autunois Morvan                            | 22,50            | 88 (2022)                         | 3,9                | modifier les données · modifier les données |
| Devrouze                         | 71173      | 71330       | Louhans          | Pierre-de-Bresse                                         | CC Bresse Revermont 71                                 | 14,64            | 328 (2022)                        | 22                 | modifier les données · modifier les données |
| Dezize-lès-Maranges              | 71174      | 71150       | Chalon-sur-Saône | Chagny                                                   | CA Beaune Côte et Sud                                  | 5,10             | 164 (2022)                        | 32                 | modifier les données · modifier les données |
| Diconne                          | 71175      | 71330       | Louhans          | Pierre-de-Bresse                                         | CC Bresse Revermont 71                                 | 15,94            | 373 (2022)                        | 23                 | modifier les données · modifier les données |
| Digoin                           | 71176      | 71160       | Charolles        | Digoin                                                   | CC Le Grand Charolais                                  | 34,72            | 7 380 (2022)                      | 213                | modifier les données · modifier les données |
| Dommartin-lès-Cuiseaux           | 71177      | 71480       | Louhans          | Cuiseaux                                                 | CC Bresse Louhannaise Intercom'                        | 18,86            | 819 (2022)                        | 43                 | modifier les données · modifier les données |
| Dompierre-les-Ormes              | 71178      | 71520       | Mâcon            | La Chapelle-de-Guinchay                                  | CC Saint-Cyr Mère Boitier entre Charolais et Mâconnais | 30,23            | 883 (2022)                        | 29                 | modifier les données · modifier les données |
| Dompierre-sous-Sanvignes         | 71179      | 71420       | Charolles        | Gueugnon                                                 | CC entre Arroux, Loire et Somme                        | 13,58            | 77 (2022)                         | 5,7                | modifier les données · modifier les données |
| Donzy-le-Pertuis                 | 71181      | 71250       | Mâcon            | Cluny                                                    | CC du Clunisois                                        | 6,11             | 147 (2022)                        | 24                 | modifier les données · modifier les données |
| Dracy-le-Fort                    | 71182      | 71640       | Chalon-sur-Saône | Givry                                                    | CA Le Grand Chalon                                     | 6,36             | 1 471 (2022)                      | 231                | modifier les données · modifier les données |
| Dracy-lès-Couches                | 71183      | 71490       | Autun            | Chagny                                                   | CC du Grand Autunois Morvan                            | 8,27             | 152 (2022)                        | 18                 | modifier les données · modifier les données |
| Dracy-Saint-Loup                 | 71184      | 71400       | Autun            | Autun-1                                                  | CC du Grand Autunois Morvan                            | 21,20            | 634 (2022)                        | 30                 | modifier les données · modifier les données |
| Dyo                              | 71185      | 71800       | Charolles        | Charolles                                                | CC La Clayette Chauffailles en Brionnais               | 15,80            | 325 (2022)                        | 21                 | modifier les données · modifier les données |
| Écuelles                         | 71186      | 71350       | Chalon-sur-Saône | Gergy                                                    | CC Saône Doubs Bresse                                  | 9,93             | 255 (2022)                        | 26                 | modifier les données · modifier les données |
| Écuisses                         | 71187      | 71210       | Autun            | Blanzy                                                   | CU Creusot Montceau                                    | 13,38            | 1 624 (2022)                      | 121                | modifier les données · modifier les données |
| Épertully                        | 71188      | 71360       | Autun            | Autun-1                                                  | CC du Grand Autunois Morvan                            | 3,36             | 64 (2022)                         | 19                 | modifier les données · modifier les données |
| Épervans                         | 71189      | 71380       | Chalon-sur-Saône | Saint-Rémy                                               | CA Le Grand Chalon                                     | 12,50            | 1 642 (2022)                      | 131                | modifier les données · modifier les données |
| Épinac                           | 71190      | 71360       | Autun            | Autun-1                                                  | CC du Grand Autunois Morvan                            | 25,77            | 2 150 (2022)                      | 83                 | modifier les données · modifier les données |
| Essertenne                       | 71191      | 71510       | Autun            | Chagny                                                   | CU Creusot Montceau                                    | 12,82            | 482 (2022)                        | 38                 | modifier les données · modifier les données |
| Étang-sur-Arroux                 | 71192      | 71190       | Autun            | Autun-2                                                  | CC du Grand Autunois Morvan                            | 34,63            | 1 788 (2022)                      | 52                 | modifier les données · modifier les données |
| Étrigny                          | 71193      | 71240       | Chalon-sur-Saône | Tournus                                                  | CC Entre Saône et Grosne                               | 19,22            | 481 (2022)                        | 25                 | modifier les données · modifier les données |
| Farges-lès-Chalon                | 71194      | 71150       | Chalon-sur-Saône | Chalon-sur-Saône-1                                       | CA Le Grand Chalon                                     | 3,94             | 819 (2022)                        | 208                | modifier les données · modifier les données |
| Farges-lès-Mâcon                 | 71195      | 71700       | Mâcon            | Tournus                                                  | CC Mâconnais-Tournugeois                               | 5,73             | 223 (2022)                        | 39                 | modifier les données · modifier les données |
| Le Fay                           | 71196      | 71580       | Louhans          | Louhans                                                  | CC Bresse Louhannaise Intercom'                        | 20,88            | 621 (2022)                        | 30                 | modifier les données · modifier les données |
| Flacey-en-Bresse                 | 71198      | 71580       | Louhans          | Cuiseaux                                                 | CC Bresse Louhannaise Intercom'                        | 13,72            | 412 (2022)                        | 30                 | modifier les données · modifier les données |
| Flagy                            | 71199      | 71250       | Mâcon            | Cluny                                                    | CC du Clunisois                                        | 8,38             | 173 (2022)                        | 21                 | modifier les données · modifier les données |
| Fleurville                       | 71591      | 71260       | Mâcon            | Hurigny                                                  | CC Mâconnais-Tournugeois                               | 3,91             | 495 (2022)                        | 127                | modifier les données · modifier les données |
| Fleury-la-Montagne               | 71200      | 71340       | Charolles        | Chauffailles                                             | CC du Canton de Semur-en-Brionnais                     | 8,75             | 722 (2022)                        | 83                 | modifier les données · modifier les données |
| Fley                             | 71201      | 71390       | Chalon-sur-Saône | Givry                                                    | CC Sud Côte Chalonnaise                                | 8,52             | 192 (2022)                        | 23                 | modifier les données · modifier les données |
| Fontaines                        | 71202      | 71150       | Chalon-sur-Saône | Chagny                                                   | CA Le Grand Chalon                                     | 24,73            | 1 845 (2022)                      | 75                 | modifier les données · modifier les données |
| Fontenay                         | 71203      | 71120       | Charolles        | Charolles                                                | CC Le Grand Charolais                                  | 2,46             | 56 (2022)                         | 23                 | modifier les données · modifier les données |
| Fragnes-La Loyère                | 71204      | 71530       | Chalon-sur-Saône | Chalon-sur-Saône-1                                       | CA Le Grand Chalon                                     | 9,63             | 1 434 (2022)                      | 149                | modifier les données · modifier les données |
| Frangy-en-Bresse                 | 71205      | 71330       | Louhans          | Pierre-de-Bresse                                         | CC Bresse Revermont 71                                 | 23,68            | 672 (2022)                        | 28                 | modifier les données · modifier les données |
| La Frette                        | 71206      | 71440       | Louhans          | Cuiseaux                                                 | CC Terres de Bresse                                    | 11,22            | 251 (2022)                        | 22                 | modifier les données · modifier les données |
| Fretterans                       | 71207      | 71270       | Louhans          | Pierre-de-Bresse                                         | CC Bresse Nord Intercom'                               | 10,27            | 282 (2022)                        | 27                 | modifier les données · modifier les données |
| Frontenard                       | 71208      | 71270       | Louhans          | Pierre-de-Bresse                                         | CC Bresse Nord Intercom'                               | 12,31            | 204 (2022)                        | 17                 | modifier les données · modifier les données |
| Frontenaud                       | 71209      | 71580       | Louhans          | Cuiseaux                                                 | CC Bresse Louhannaise Intercom'                        | 15,19            | 726 (2022)                        | 48                 | modifier les données · modifier les données |
| Fuissé                           | 71210      | 71960       | Mâcon            | La Chapelle-de-Guinchay                                  | CA Mâconnais Beaujolais Agglomération                  | 4,86             | 354 (2022)                        | 73                 | modifier les données · modifier les données |
| Génelard                         | 71212      | 71420       | Autun            | Saint-Vallier                                            | CU Creusot Montceau                                    | 22,13            | 1 407 (2022)                      | 64                 | modifier les données · modifier les données |
| La Genête                        | 71213      | 71290       | Louhans          | Cuiseaux                                                 | CC Terres de Bresse                                    | 11,57            | 567 (2022)                        | 49                 | modifier les données · modifier les données |
| Genouilly                        | 71214      | 71460       | Chalon-sur-Saône | Blanzy                                                   | CC Sud Côte Chalonnaise                                | 10,88            | 418 (2022)                        | 38                 | modifier les données · modifier les données |
| Gergy                            | 71215      | 71590       | Chalon-sur-Saône | Gergy                                                    | CA Le Grand Chalon                                     | 38,84            | 2 569 (2022)                      | 66                 | modifier les données · modifier les données |
| Germagny                         | 71216      | 71460       | Chalon-sur-Saône | Givry                                                    | CC Sud Côte Chalonnaise                                | 3,47             | 195 (2022)                        | 56                 | modifier les données · modifier les données |
| Germolles-sur-Grosne             | 71217      | 71520       | Mâcon            | La Chapelle-de-Guinchay                                  | CC Saint-Cyr Mère Boitier entre Charolais et Mâconnais | 7,23             | 130 (2022)                        | 18                 | modifier les données · modifier les données |
| Gibles                           | 71218      | 71800       | Charolles        | Chauffailles                                             | CC La Clayette Chauffailles en Brionnais               | 19,66            | 569 (2022)                        | 29                 | modifier les données · modifier les données |
| Gigny-sur-Saône                  | 71219      | 71240       | Chalon-sur-Saône | Tournus                                                  | CC Entre Saône et Grosne                               | 14,36            | 568 (2022)                        | 40                 | modifier les données · modifier les données |
| Gilly-sur-Loire                  | 71220      | 71160       | Charolles        | Digoin                                                   | CC entre Arroux, Loire et Somme                        | 22,63            | 475 (2022)                        | 21                 | modifier les données · modifier les données |
| Givry                            | 71221      | 71640       | Chalon-sur-Saône | Givry                                                    | CA Le Grand Chalon                                     | 26,03            | 3 623 (2022)                      | 139                | modifier les données · modifier les données |
| Gourdon                          | 71222      | 71300       | Autun            | Blanzy                                                   | CU Creusot Montceau                                    | 25,41            | 891 (2022)                        | 35                 | modifier les données · modifier les données |
| La Grande-Verrière               | 71223      | 71990       | Autun            | Autun-2                                                  | CC du Grand Autunois Morvan                            | 46,54            | 550 (2022)                        | 12                 | modifier les données · modifier les données |
| Grandvaux                        | 71224      | 71430       | Charolles        | Charolles                                                | CC Le Grand Charolais                                  | 6,18             | 86 (2022)                         | 14                 | modifier les données · modifier les données |
| Granges                          | 71225      | 71390       | Chalon-sur-Saône | Givry                                                    | CC Sud Côte Chalonnaise                                | 10,83            | 572 (2022)                        | 53                 | modifier les données · modifier les données |
| Grevilly                         | 71226      | 71700       | Mâcon            | Tournus                                                  | CC Mâconnais-Tournugeois                               | 2,65             | 26 (2022)                         | 9,8                | modifier les données · modifier les données |
| Grury                            | 71227      | 71760       | Charolles        | Gueugnon                                                 | CC entre Arroux, Loire et Somme                        | 46,02            | 494 (2022)                        | 11                 | modifier les données · modifier les données |
| Guerfand                         | 71228      | 71620       | Chalon-sur-Saône | Ouroux-sur-Saône                                         | CC Saône Doubs Bresse                                  | 6,44             | 226 (2022)                        | 35                 | modifier les données · modifier les données |
| Les Guerreaux                    | 71229      | 71160       | Charolles        | Digoin                                                   | CC Le Grand Charolais                                  | 20,01            | 227 (2022)                        | 11                 | modifier les données · modifier les données |
| Gueugnon                         | 71230      | 71130       | Charolles        | Gueugnon                                                 | CC entre Arroux, Loire et Somme                        | 28,51            | 6 547 (2022)                      | 230                | modifier les données · modifier les données |
| La Guiche                        | 71231      | 71220       | Mâcon            | Cluny                                                    | CC du Clunisois                                        | 27,77            | 598 (2022)                        | 22                 | modifier les données · modifier les données |
| Hautefond                        | 71232      | 71600       | Charolles        | Paray-le-Monial                                          | CC Le Grand Charolais                                  | 13,62            | 202 (2022)                        | 15                 | modifier les données · modifier les données |
| L'Hôpital-le-Mercier             | 71233      | 71600       | Charolles        | Paray-le-Monial                                          | CC Le Grand Charolais                                  | 16,47            | 301 (2022)                        | 18                 | modifier les données · modifier les données |
| Huilly-sur-Seille                | 71234      | 71290       | Louhans          | Cuiseaux                                                 | CC Terres de Bresse                                    | 12,13            | 352 (2022)                        | 29                 | modifier les données · modifier les données |
| Hurigny                          | 71235      | 71870       | Mâcon            | Hurigny                                                  | CA Mâconnais Beaujolais Agglomération                  | 9,20             | 1 908 (2022)                      | 207                | modifier les données · modifier les données |
| Igé                              | 71236      | 71960       | Mâcon            | Hurigny                                                  | CA Mâconnais Beaujolais Agglomération                  | 14,61            | 890 (2022)                        | 61                 | modifier les données · modifier les données |
| Igornay                          | 71237      | 71540       | Autun            | Autun-1                                                  | CC du Grand Autunois Morvan                            | 21,71            | 513 (2022)                        | 24                 | modifier les données · modifier les données |
| Iguerande                        | 71238      | 71340       | Charolles        | Chauffailles                                             | CC du Canton de Semur-en-Brionnais                     | 21,43            | 1 001 (2022)                      | 47                 | modifier les données · modifier les données |
| Issy-l'Évêque                    | 71239      | 71760       | Charolles        | Gueugnon                                                 | CC entre Arroux, Loire et Somme                        | 71,13            | 689 (2022)                        | 9,7                | modifier les données · modifier les données |
| Jalogny                          | 71240      | 71250       | Mâcon            | Cluny                                                    | CC du Clunisois                                        | 10,15            | 398 (2022)                        | 39                 | modifier les données · modifier les données |
| Jambles                          | 71241      | 71640       | Chalon-sur-Saône | Givry                                                    | CA Le Grand Chalon                                     | 8,25             | 475 (2022)                        | 58                 | modifier les données · modifier les données |
| Joncy                            | 71242      | 71460       | Mâcon            | Blanzy                                                   | CC du Clunisois                                        | 15,15            | 511 (2022)                        | 34                 | modifier les données · modifier les données |
| Joudes                           | 71243      | 71480       | Louhans          | Cuiseaux                                                 | CC Bresse Louhannaise Intercom'                        | 11,16            | 359 (2022)                        | 32                 | modifier les données · modifier les données |
| Jouvençon                        | 71244      | 71290       | Louhans          | Cuiseaux                                                 | CC Terres de Bresse                                    | 6,30             | 454 (2022)                        | 72                 | modifier les données · modifier les données |
| Jugy                             | 71245      | 71240       | Chalon-sur-Saône | Tournus                                                  | CC Entre Saône et Grosne                               | 7,69             | 332 (2022)                        | 43                 | modifier les données · modifier les données |
| Juif                             | 71246      | 71440       | Louhans          | Louhans                                                  | CC Bresse Louhannaise Intercom'                        | 11,80            | 246 (2022)                        | 21                 | modifier les données · modifier les données |
| Jully-lès-Buxy                   | 71247      | 71390       | Chalon-sur-Saône | Givry                                                    | CC Sud Côte Chalonnaise                                | 16,63            | 351 (2022)                        | 21                 | modifier les données · modifier les données |
| Lacrost                          | 71248      | 71700       | Mâcon            | Tournus                                                  | CC Mâconnais-Tournugeois                               | 10,53            | 695 (2022)                        | 66                 | modifier les données · modifier les données |
| Laives                           | 71249      | 71240       | Chalon-sur-Saône | Tournus                                                  | CC Entre Saône et Grosne                               | 12,62            | 964 (2022)                        | 76                 | modifier les données · modifier les données |
| Laizé                            | 71250      | 71870       | Mâcon            | Hurigny                                                  | CA Mâconnais Beaujolais Agglomération                  | 10,44            | 1 135 (2022)                      | 109                | modifier les données · modifier les données |
| Laizy                            | 71251      | 71190       | Autun            | Autun-2                                                  | CC du Grand Autunois Morvan                            | 31,18            | 595 (2022)                        | 19                 | modifier les données · modifier les données |
| Lalheue                          | 71252      | 71240       | Chalon-sur-Saône | Tournus                                                  | CC Entre Saône et Grosne                               | 6,87             | 350 (2022)                        | 51                 | modifier les données · modifier les données |
| Lans                             | 71253      | 71380       | Chalon-sur-Saône | Ouroux-sur-Saône                                         | CA Le Grand Chalon                                     | 8,11             | 945 (2022)                        | 117                | modifier les données · modifier les données |
| Lays-sur-le-Doubs                | 71254      | 71270       | Louhans          | Pierre-de-Bresse                                         | CC Bresse Nord Intercom'                               | 10,38            | 162 (2022)                        | 16                 | modifier les données · modifier les données |
| Lesme                            | 71255      | 71140       | Charolles        | Digoin                                                   | CC entre Arroux, Loire et Somme                        | 5,08             | 173 (2022)                        | 34                 | modifier les données · modifier les données |
| Lessard-en-Bresse                | 71256      | 71440       | Louhans          | Ouroux-sur-Saône                                         | CC Terres de Bresse                                    | 8,20             | 562 (2022)                        | 69                 | modifier les données · modifier les données |
| Lessard-le-National              | 71257      | 71530       | Chalon-sur-Saône | Gergy                                                    | CA Le Grand Chalon                                     | 10,56            | 662 (2022)                        | 63                 | modifier les données · modifier les données |
| Leynes                           | 71258      | 71570       | Mâcon            | La Chapelle-de-Guinchay                                  | CA Mâconnais Beaujolais Agglomération                  | 4,83             | 506 (2022)                        | 105                | modifier les données · modifier les données |
| Ligny-en-Brionnais               | 71259      | 71110       | Charolles        | Chauffailles                                             | CC du Canton de Semur-en-Brionnais                     | 15,94            | 379 (2022)                        | 24                 | modifier les données · modifier les données |
| Loisy                            | 71261      | 71290       | Louhans          | Cuiseaux                                                 | CC Terres de Bresse                                    | 14,64            | 686 (2022)                        | 47                 | modifier les données · modifier les données |
| Longepierre                      | 71262      | 71270       | Chalon-sur-Saône | Gergy                                                    | CC Saône Doubs Bresse                                  | 12,05            | 161 (2022)                        | 13                 | modifier les données · modifier les données |
| Louhans                          | 71263      | 71500       | Louhans          | Louhans                                                  | CC Bresse Louhannaise Intercom'                        | 22,58            | 6 483 (2022)                      | 287                | modifier les données · modifier les données |
| Lournand                         | 71264      | 71250       | Mâcon            | Cluny                                                    | CC du Clunisois                                        | 11,22            | 319 (2022)                        | 28                 | modifier les données · modifier les données |
| Lucenay-l'Évêque                 | 71266      | 71540       | Autun            | Autun-1                                                  | CC du Grand Autunois Morvan                            | 25,36            | 327 (2022)                        | 13                 | modifier les données · modifier les données |
| Lugny                            | 71267      | 71260       | Mâcon            | Hurigny                                                  | CC Mâconnais-Tournugeois                               | 13,88            | 848 (2022)                        | 61                 | modifier les données · modifier les données |
| Lugny-lès-Charolles              | 71268      | 71120       | Charolles        | Charolles                                                | CC Le Grand Charolais                                  | 16,72            | 324 (2022)                        | 19                 | modifier les données · modifier les données |
| Lux                              | 71269      | 71100       | Chalon-sur-Saône | Saint-Rémy                                               | CA Le Grand Chalon                                     | 6,18             | 1 902 (2022)                      | 308                | modifier les données · modifier les données |
| Mailly                           | 71271      | 71340       | Charolles        | Chauffailles                                             | CC du Canton de Semur-en-Brionnais                     | 5,47             | 147 (2022)                        | 27                 | modifier les données · modifier les données |
| Malay                            | 71272      | 71460       | Chalon-sur-Saône | Cluny                                                    | CC Entre Saône et Grosne                               | 12,14            | 216 (2022)                        | 18                 | modifier les données · modifier les données |
| Maltat                           | 71273      | 71140       | Charolles        | Digoin                                                   | CC entre Arroux, Loire et Somme                        | 31,35            | 280 (2022)                        | 8,9                | modifier les données · modifier les données |
| Mancey                           | 71274      | 71240       | Chalon-sur-Saône | Tournus                                                  | CC Entre Saône et Grosne                               | 10,02            | 390 (2022)                        | 39                 | modifier les données · modifier les données |
| Marcigny                         | 71275      | 71110       | Charolles        | Paray-le-Monial                                          | CC de Marcigny                                         | 8,15             | 1 711 (2022)                      | 210                | modifier les données · modifier les données |
| Marcilly-la-Gueurce              | 71276      | 71120       | Charolles        | Charolles                                                | CC Le Grand Charolais                                  | 11,08            | 135 (2022)                        | 12                 | modifier les données · modifier les données |
| Marcilly-lès-Buxy                | 71277      | 71390       | Chalon-sur-Saône | Givry                                                    | CC Sud Côte Chalonnaise                                | 18,98            | 683 (2022)                        | 36                 | modifier les données · modifier les données |
| Marigny                          | 71278      | 71300       | Autun            | Blanzy                                                   | CU Creusot Montceau                                    | 22,30            | 164 (2022)                        | 7,4                | modifier les données · modifier les données |
| Marly-sous-Issy                  | 71280      | 71760       | Charolles        | Gueugnon                                                 | CC entre Arroux, Loire et Somme                        | 21,42            | 82 (2022)                         | 3,8                | modifier les données · modifier les données |
| Marly-sur-Arroux                 | 71281      | 71420       | Charolles        | Gueugnon                                                 | CC entre Arroux, Loire et Somme                        | 25,60            | 297 (2022)                        | 12                 | modifier les données · modifier les données |
| Marmagne                         | 71282      | 71710       | Autun            | Autun-2                                                  | CU Creusot Montceau                                    | 32,26            | 1 276 (2022)                      | 40                 | modifier les données · modifier les données |
| Marnay                           | 71283      | 71240       | Chalon-sur-Saône | Saint-Rémy                                               | CA Le Grand Chalon                                     | 5,08             | 534 (2022)                        | 105                | modifier les données · modifier les données |
| Martailly-lès-Brancion           | 71284      | 71700       | Mâcon            | Tournus                                                  | CC Mâconnais-Tournugeois                               | 8,85             | 124 (2022)                        | 14                 | modifier les données · modifier les données |
| Martigny-le-Comte                | 71285      | 71220       | Charolles        | Charolles                                                | CC Le Grand Charolais                                  | 37,27            | 404 (2022)                        | 11                 | modifier les données · modifier les données |
| Mary                             | 71286      | 71300       | Autun            | Blanzy                                                   | CU Creusot Montceau                                    | 14,55            | 282 (2022)                        | 19                 | modifier les données · modifier les données |
| Massilly                         | 71287      | 71250       | Mâcon            | Cluny                                                    | CC du Clunisois                                        | 5,44             | 308 (2022)                        | 57                 | modifier les données · modifier les données |
| Matour                           | 71289      | 71520       | Mâcon            | La Chapelle-de-Guinchay                                  | CC Saint-Cyr Mère Boitier entre Charolais et Mâconnais | 27,99            | 1 159 (2022)                      | 41                 | modifier les données · modifier les données |
| Mazille                          | 71290      | 71250       | Mâcon            | Cluny                                                    | CC du Clunisois                                        | 9,48             | 401 (2022)                        | 42                 | modifier les données · modifier les données |
| Melay                            | 71291      | 71340       | Charolles        | Paray-le-Monial                                          | CC de Marcigny                                         | 36,50            | 964 (2022)                        | 26                 | modifier les données · modifier les données |
| Mellecey                         | 71292      | 71640       | Chalon-sur-Saône | Givry                                                    | CA Le Grand Chalon                                     | 14,23            | 1 311 (2022)                      | 92                 | modifier les données · modifier les données |
| Ménetreuil                       | 71293      | 71470       | Louhans          | Cuiseaux                                                 | CC Terres de Bresse                                    | 15,04            | 410 (2022)                        | 27                 | modifier les données · modifier les données |
| Mercurey                         | 71294      | 71640       | Chalon-sur-Saône | Givry                                                    | CA Le Grand Chalon                                     | 15,44            | 1 217 (2022)                      | 79                 | modifier les données · modifier les données |
| Mervans                          | 71295      | 71310       | Louhans          | Pierre-de-Bresse                                         | CC Bresse Revermont 71                                 | 28,78            | 1 488 (2022)                      | 52                 | modifier les données · modifier les données |
| Messey-sur-Grosne                | 71296      | 71390       | Chalon-sur-Saône | Givry                                                    | CC Sud Côte Chalonnaise                                | 15,21            | 742 (2022)                        | 49                 | modifier les données · modifier les données |
| Mesvres                          | 71297      | 71190       | Autun            | Autun-2                                                  | CC du Grand Autunois Morvan                            | 23,46            | 744 (2022)                        | 32                 | modifier les données · modifier les données |
| Milly-Lamartine                  | 71299      | 71960       | Mâcon            | Hurigny                                                  | CA Mâconnais Beaujolais Agglomération                  | 2,88             | 339 (2022)                        | 118                | modifier les données · modifier les données |
| Le Miroir                        | 71300      | 71480       | Louhans          | Cuiseaux                                                 | CC Bresse Louhannaise Intercom'                        | 18,48            | 593 (2022)                        | 32                 | modifier les données · modifier les données |
| Mont                             | 71301      | 71140       | Charolles        | Digoin                                                   | CC entre Arroux, Loire et Somme                        | 16,18            | 168 (2022)                        | 10                 | modifier les données · modifier les données |
| Mont-lès-Seurre                  | 71315      | 71270       | Chalon-sur-Saône | Gergy                                                    | CC Saône Doubs Bresse                                  | 6,43             | 188 (2022)                        | 29                 | modifier les données · modifier les données |
| Mont-Saint-Vincent               | 71320      | 71300       | Autun            | Blanzy                                                   | CU Creusot Montceau                                    | 13,60            | 310 (2022)                        | 23                 | modifier les données · modifier les données |
| Montagny-lès-Buxy                | 71302      | 71390       | Chalon-sur-Saône | Givry                                                    | CC Sud Côte Chalonnaise                                | 5,27             | 203 (2022)                        | 39                 | modifier les données · modifier les données |
| Montagny-près-Louhans            | 71303      | 71500       | Louhans          | Louhans                                                  | CC Bresse Louhannaise Intercom'                        | 9,51             | 496 (2022)                        | 52                 | modifier les données · modifier les données |
| Montbellet                       | 71305      | 71260       | Mâcon            | Hurigny                                                  | CC Mâconnais-Tournugeois                               | 19,78            | 864 (2022)                        | 44                 | modifier les données · modifier les données |
| Montceau-les-Mines               | 71306      | 71300       | Autun            | Montceau-les-Mines                                       | CU Creusot Montceau                                    | 16,62            | 16 946 (2022)                     | 1 020              | modifier les données · modifier les données |
| Montceaux-l'Étoile               | 71307      | 71110       | Charolles        | Paray-le-Monial                                          | CC de Marcigny                                         | 9,64             | 297 (2022)                        | 31                 | modifier les données · modifier les données |
| Montceaux-Ragny                  | 71308      | 71240       | Chalon-sur-Saône | Tournus                                                  | CC Entre Saône et Grosne                               | 2,53             | 31 (2022)                         | 12                 | modifier les données · modifier les données |
| Montcenis                        | 71309      | 71710       | Autun            | Le Creusot-1                                             | CU Creusot Montceau                                    | 12,33            | 1 864 (2022)                      | 151                | modifier les données · modifier les données |
| Montchanin                       | 71310      | 71210       | Autun            | Blanzy                                                   | CU Creusot Montceau                                    | 7,82             | 4 982 (2022)                      | 637                | modifier les données · modifier les données |
| Montcony                         | 71311      | 71500       | Louhans          | Louhans                                                  | CC Bresse Louhannaise Intercom'                        | 10,74            | 251 (2022)                        | 23                 | modifier les données · modifier les données |
| Montcoy                          | 71312      | 71620       | Chalon-sur-Saône | Ouroux-sur-Saône                                         | CC Saône Doubs Bresse                                  | 9,06             | 241 (2022)                        | 27                 | modifier les données · modifier les données |
| Monthelon                        | 71313      | 71400       | Autun            | Autun-1                                                  | CC du Grand Autunois Morvan                            | 24,57            | 375 (2022)                        | 15                 | modifier les données · modifier les données |
| Montjay                          | 71314      | 71310       | Louhans          | Pierre-de-Bresse                                         | CC Bresse Revermont 71                                 | 11,03            | 199 (2022)                        | 18                 | modifier les données · modifier les données |
| Montmelard                       | 71316      | 71520       | Mâcon            | La Chapelle-de-Guinchay                                  | CC Saint-Cyr Mère Boitier entre Charolais et Mâconnais | 22,35            | 356 (2022)                        | 16                 | modifier les données · modifier les données |
| Montmort                         | 71317      | 71320       | Charolles        | Gueugnon                                                 | CC entre Arroux, Loire et Somme                        | 31,73            | 186 (2022)                        | 5,9                | modifier les données · modifier les données |
| Montpont-en-Bresse               | 71318      | 71470       | Louhans          | Cuiseaux                                                 | CC Terres de Bresse                                    | 37,46            | 1 087 (2022)                      | 29                 | modifier les données · modifier les données |
| Montret                          | 71319      | 71440       | Louhans          | Louhans                                                  | CC Bresse Louhannaise Intercom'                        | 14,59            | 763 (2022)                        | 52                 | modifier les données · modifier les données |
| Morey                            | 71321      | 71510       | Autun            | Chagny                                                   | CU Creusot Montceau                                    | 13,32            | 191 (2022)                        | 14                 | modifier les données · modifier les données |
| Morlet                           | 71322      | 71360       | Autun            | Autun-1                                                  | CC du Grand Autunois Morvan                            | 6,69             | 59 (2022)                         | 8,8                | modifier les données · modifier les données |
| Mornay                           | 71323      | 71220       | Charolles        | Charolles                                                | CC Le Grand Charolais                                  | 20,18            | 142 (2022)                        | 7,0                | modifier les données · modifier les données |
| Moroges                          | 71324      | 71390       | Chalon-sur-Saône | Givry                                                    | CC Sud Côte Chalonnaise                                | 8,72             | 595 (2022)                        | 68                 | modifier les données · modifier les données |
| La Motte-Saint-Jean              | 71325      | 71160       | Charolles        | Digoin                                                   | CC Le Grand Charolais                                  | 21,32            | 1 186 (2022)                      | 56                 | modifier les données · modifier les données |
| Mouthier-en-Bresse               | 71326      | 71270       | Louhans          | Pierre-de-Bresse                                         | CC Bresse Nord Intercom'                               | 30,32            | 428 (2022)                        | 14                 | modifier les données · modifier les données |
| Mussy-sous-Dun                   | 71327      | 71170       | Charolles        | Chauffailles                                             | CC La Clayette Chauffailles en Brionnais               | 10,00            | 330 (2022)                        | 33                 | modifier les données · modifier les données |
| Nanton                           | 71328      | 71240       | Chalon-sur-Saône | Tournus                                                  | CC Entre Saône et Grosne                               | 14,03            | 654 (2022)                        | 47                 | modifier les données · modifier les données |
| Navilly                          | 71329      | 71270       | Chalon-sur-Saône | Gergy                                                    | CC Saône Doubs Bresse                                  | 9,68             | 405 (2022)                        | 42                 | modifier les données · modifier les données |
| Navour-sur-Grosne                | 71134      | 71520       | Mâcon            | La Chapelle-de-Guinchay                                  | CC Saint-Cyr Mère Boitier entre Charolais et Mâconnais | 22,76            | 658 (2022)                        | 29                 | modifier les données · modifier les données |
| Neuvy-Grandchamp                 | 71330      | 71130       | Charolles        | Gueugnon                                                 | CC entre Arroux, Loire et Somme                        | 49,64            | 752 (2022)                        | 15                 | modifier les données · modifier les données |
| Nochize                          | 71331      | 71600       | Charolles        | Paray-le-Monial                                          | CC Le Grand Charolais                                  | 11,07            | 101 (2022)                        | 9,1                | modifier les données · modifier les données |
| Ormes                            | 71332      | 71290       | Louhans          | Cuiseaux                                                 | CC Terres de Bresse                                    | 9,80             | 493 (2022)                        | 50                 | modifier les données · modifier les données |
| Oslon                            | 71333      | 71380       | Chalon-sur-Saône | Ouroux-sur-Saône                                         | CA Le Grand Chalon                                     | 4,76             | 1 221 (2022)                      | 257                | modifier les données · modifier les données |
| Oudry                            | 71334      | 71420       | Charolles        | Charolles                                                | CC Le Grand Charolais                                  | 20,78            | 384 (2022)                        | 18                 | modifier les données · modifier les données |
| Ouroux-sous-le-Bois-Sainte-Marie | 71335      | 71800       | Charolles        | Charolles                                                | CC La Clayette Chauffailles en Brionnais               | 4,80             | 66 (2022)                         | 14                 | modifier les données · modifier les données |
| Ouroux-sur-Saône                 | 71336      | 71370       | Louhans          | Ouroux-sur-Saône                                         | CC Terres de Bresse                                    | 22,62            | 3 183 (2022)                      | 141                | modifier les données · modifier les données |
| Oyé                              | 71337      | 71800       | Charolles        | Chauffailles                                             | CC du Canton de Semur-en-Brionnais                     | 18,38            | 290 (2022)                        | 16                 | modifier les données · modifier les données |
| Ozenay                           | 71338      | 71700       | Mâcon            | Tournus                                                  | CC Mâconnais-Tournugeois                               | 13,31            | 231 (2022)                        | 17                 | modifier les données · modifier les données |
| Ozolles                          | 71339      | 71120       | Charolles        | Charolles                                                | CC Le Grand Charolais                                  | 27,20            | 371 (2022)                        | 14                 | modifier les données · modifier les données |
| Palinges                         | 71340      | 71430       | Charolles        | Charolles                                                | CC Le Grand Charolais                                  | 36,55            | 1 413 (2022)                      | 39                 | modifier les données · modifier les données |
| Palleau                          | 71341      | 71350       | Chalon-sur-Saône | Gergy                                                    | CC Saône Doubs Bresse                                  | 10,68            | 254 (2022)                        | 24                 | modifier les données · modifier les données |
| Paray-le-Monial                  | 71342      | 71600       | Charolles        | Paray-le-Monial                                          | CC Le Grand Charolais                                  | 25,20            | 9 256 (2022)                      | 367                | modifier les données · modifier les données |
| Paris-l'Hôpital                  | 71343      | 71150       | Chalon-sur-Saône | Chagny                                                   | CA Beaune Côte et Sud                                  | 2,74             | 287 (2022)                        | 105                | modifier les données · modifier les données |
| Passy                            | 71344      | 71220       | Mâcon            | Cluny                                                    | CC du Clunisois                                        | 4,36             | 70 (2022)                         | 16                 | modifier les données · modifier les données |
| Péronne                          | 71345      | 71260       | Mâcon            | Hurigny                                                  | CA Mâconnais Beaujolais Agglomération                  | 10,56            | 666 (2022)                        | 63                 | modifier les données · modifier les données |
| Perrecy-les-Forges               | 71346      | 71420       | Autun            | Saint-Vallier                                            | CU Creusot Montceau                                    | 33,82            | 1 546 (2022)                      | 46                 | modifier les données · modifier les données |
| Perreuil                         | 71347      | 71510       | Autun            | Chagny                                                   | CU Creusot Montceau                                    | 9,16             | 565 (2022)                        | 62                 | modifier les données · modifier les données |
| Perrigny-sur-Loire               | 71348      | 71160       | Charolles        | Digoin                                                   | CC entre Arroux, Loire et Somme                        | 15,40            | 140 (2022)                        | 9,1                | modifier les données · modifier les données |
| La Petite-Verrière               | 71349      | 71400       | Autun            | Autun-1                                                  | CC du Grand Autunois Morvan                            | 9,88             | 48 (2022)                         | 4,9                | modifier les données · modifier les données |
| Pierre-de-Bresse                 | 71351      | 71270       | Louhans          | Pierre-de-Bresse                                         | CC Bresse Nord Intercom'                               | 28,06            | 1 945 (2022)                      | 69                 | modifier les données · modifier les données |
| Pierreclos                       | 71350      | 71960       | Mâcon            | La Chapelle-de-Guinchay                                  | CC Saint-Cyr Mère Boitier entre Charolais et Mâconnais | 12,41            | 851 (2022)                        | 69                 | modifier les données · modifier les données |
| Le Planois                       | 71352      | 71330       | Louhans          | Pierre-de-Bresse                                         | CC Bresse Revermont 71                                 | 5,17             | 87 (2022)                         | 17                 | modifier les données · modifier les données |
| Plottes                          | 71353      | 71700       | Mâcon            | Tournus                                                  | CC Mâconnais-Tournugeois                               | 10,07            | 554 (2022)                        | 55                 | modifier les données · modifier les données |
| Poisson                          | 71354      | 71600       | Charolles        | Paray-le-Monial                                          | CC Le Grand Charolais                                  | 35,48            | 559 (2022)                        | 16                 | modifier les données · modifier les données |
| Pontoux                          | 71355      | 71270       | Chalon-sur-Saône | Gergy                                                    | CC Saône Doubs Bresse                                  | 13,77            | 276 (2022)                        | 20                 | modifier les données · modifier les données |
| Pouilloux                        | 71356      | 71230       | Autun            | Charolles                                                | CU Creusot Montceau                                    | 18,40            | 955 (2022)                        | 52                 | modifier les données · modifier les données |
| Pourlans                         | 71357      | 71270       | Louhans          | Pierre-de-Bresse                                         | CC Bresse Nord Intercom'                               | 16,04            | 220 (2022)                        | 14                 | modifier les données · modifier les données |
| Pressy-sous-Dondin               | 71358      | 71220       | Mâcon            | Cluny                                                    | CC du Clunisois                                        | 12,38            | 103 (2022)                        | 8,3                | modifier les données · modifier les données |
| Préty                            | 71359      | 71290       | Mâcon            | Tournus                                                  | CC Mâconnais-Tournugeois                               | 12,40            | 583 (2022)                        | 47                 | modifier les données · modifier les données |
| Prissé                           | 71360      | 71960       | Mâcon            | Hurigny                                                  | CA Mâconnais Beaujolais Agglomération                  | 10,85            | 1 865 (2022)                      | 172                | modifier les données · modifier les données |
| Prizy                            | 71361      | 71800       | Charolles        | Charolles                                                | CC Le Grand Charolais                                  | 4,26             | 56 (2022)                         | 13                 | modifier les données · modifier les données |
| Pruzilly                         | 71362      | 71570       | Mâcon            | La Chapelle-de-Guinchay                                  | CA Mâconnais Beaujolais Agglomération                  | 4,29             | 330 (2022)                        | 77                 | modifier les données · modifier les données |
| Le Puley                         | 71363      | 71460       | Chalon-sur-Saône | Blanzy                                                   | CC Sud Côte Chalonnaise                                | 5,30             | 80 (2022)                         | 15                 | modifier les données · modifier les données |
| La Racineuse                     | 71364      | 71310       | Louhans          | Pierre-de-Bresse                                         | CC Bresse Nord Intercom'                               | 7,11             | 172 (2022)                        | 24                 | modifier les données · modifier les données |
| Rancy                            | 71365      | 71290       | Louhans          | Cuiseaux                                                 | CC Terres de Bresse                                    | 5,76             | 612 (2022)                        | 106                | modifier les données · modifier les données |
| Ratenelle                        | 71366      | 71290       | Louhans          | Cuiseaux                                                 | CC Terres de Bresse                                    | 8,03             | 369 (2022)                        | 46                 | modifier les données · modifier les données |
| Ratte                            | 71367      | 71500       | Louhans          | Louhans                                                  | CC Bresse Louhannaise Intercom'                        | 8,99             | 371 (2022)                        | 41                 | modifier les données · modifier les données |
| Reclesne                         | 71368      | 71540       | Autun            | Autun-1                                                  | CC du Grand Autunois Morvan                            | 20,83            | 287 (2022)                        | 14                 | modifier les données · modifier les données |
| Remigny                          | 71369      | 71150       | Chalon-sur-Saône | Chagny                                                   | CA Le Grand Chalon                                     | 2,45             | 411 (2022)                        | 168                | modifier les données · modifier les données |
| Rigny-sur-Arroux                 | 71370      | 71160       | Charolles        | Gueugnon                                                 | CC entre Arroux, Loire et Somme                        | 48,17            | 616 (2022)                        | 13                 | modifier les données · modifier les données |
| La Roche-Vineuse                 | 71371      | 71960       | Mâcon            | Hurigny                                                  | CA Mâconnais Beaujolais Agglomération                  | 11,96            | 1 571 (2022)                      | 131                | modifier les données · modifier les données |
| Romanèche-Thorins                | 71372      | 71570       | Mâcon            | La Chapelle-de-Guinchay                                  | CA Mâconnais Beaujolais Agglomération                  | 9,76             | 2 002 (2022)                      | 205                | modifier les données · modifier les données |
| Romenay                          | 71373      | 71470       | Louhans          | Cuiseaux                                                 | CC Terres de Bresse                                    | 48,90            | 1 740 (2022)                      | 36                 | modifier les données · modifier les données |
| Rosey                            | 71374      | 71390       | Chalon-sur-Saône | Givry                                                    | CC Sud Côte Chalonnaise                                | 4,24             | 160 (2022)                        | 38                 | modifier les données · modifier les données |
| Le Rousset-Marizy                | 71279      | 71220       | Charolles        | Charolles                                                | CC Le Grand Charolais                                  | 55,49            | 603 (2022)                        | 11                 | modifier les données · modifier les données |
| Roussillon-en-Morvan             | 71376      | 71550       | Autun            | Autun-1                                                  | CC du Grand Autunois Morvan                            | 30,59            | 274 (2022)                        | 9,0                | modifier les données · modifier les données |
| Royer                            | 71377      | 71700       | Mâcon            | Tournus                                                  | CC Mâconnais-Tournugeois                               | 5,89             | 138 (2022)                        | 23                 | modifier les données · modifier les données |
| Rully                            | 71378      | 71150       | Chalon-sur-Saône | Chagny                                                   | CA Le Grand Chalon                                     | 15,61            | 1 581 (2022)                      | 101                | modifier les données · modifier les données |
| Sagy                             | 71379      | 71580       | Louhans          | Louhans                                                  | CC Bresse Louhannaise Intercom'                        | 34,21            | 1 250 (2022)                      | 37                 | modifier les données · modifier les données |
| Saillenard                       | 71380      | 71580       | Louhans          | Pierre-de-Bresse                                         | CC Bresse Revermont 71                                 | 17,88            | 810 (2022)                        | 45                 | modifier les données · modifier les données |
| Sailly                           | 71381      | 71250       | Mâcon            | Cluny                                                    | CC du Clunisois                                        | 8,96             | 70 (2022)                         | 7,8                | modifier les données · modifier les données |
| Saint-Agnan                      | 71382      | 71160       | Charolles        | Digoin                                                   | CC Le Grand Charolais                                  | 25,72            | 690 (2022)                        | 27                 | modifier les données · modifier les données |
| Saint-Albain                     | 71383      | 71260       | Mâcon            | Hurigny                                                  | CC Mâconnais-Tournugeois                               | 5,64             | 548 (2022)                        | 97                 | modifier les données · modifier les données |
| Saint-Ambreuil                   | 71384      | 71240       | Chalon-sur-Saône | Tournus                                                  | CC Entre Saône et Grosne                               | 18,26            | 525 (2022)                        | 29                 | modifier les données · modifier les données |
| Saint-Amour-Bellevue             | 71385      | 71570       | Mâcon            | La Chapelle-de-Guinchay                                  | CA Mâconnais Beaujolais Agglomération                  | 5,09             | 590 (2022)                        | 116                | modifier les données · modifier les données |
| Saint-André-en-Bresse            | 71386      | 71440       | Louhans          | Louhans                                                  | CC Bresse Louhannaise Intercom'                        | 4,86             | 129 (2022)                        | 27                 | modifier les données · modifier les données |
| Saint-André-le-Désert            | 71387      | 71220       | Mâcon            | Cluny                                                    | CC du Clunisois                                        | 17,87            | 245 (2022)                        | 14                 | modifier les données · modifier les données |
| Saint-Aubin-en-Charollais        | 71388      | 71430       | Charolles        | Charolles                                                | CC Le Grand Charolais                                  | 19,61            | 493 (2022)                        | 25                 | modifier les données · modifier les données |
| Saint-Aubin-sur-Loire            | 71389      | 71140       | Charolles        | Digoin                                                   | CC entre Arroux, Loire et Somme                        | 10,86            | 267 (2022)                        | 25                 | modifier les données · modifier les données |
| Saint-Berain-sous-Sanvignes      | 71390      | 71300       | Autun            | Montceau-les-Mines                                       | CU Creusot Montceau                                    | 45,07            | 1 106 (2022)                      | 25                 | modifier les données · modifier les données |
| Saint-Bérain-sur-Dheune          | 71391      | 71510       | Chalon-sur-Saône | Chagny                                                   | CA Le Grand Chalon                                     | 12,67            | 542 (2022)                        | 43                 | modifier les données · modifier les données |
| Saint-Boil                       | 71392      | 71390       | Chalon-sur-Saône | Givry                                                    | CC Sud Côte Chalonnaise                                | 11,66            | 492 (2022)                        | 42                 | modifier les données · modifier les données |
| Saint-Bonnet-de-Cray             | 71393      | 71340       | Charolles        | Chauffailles                                             | CC du Canton de Semur-en-Brionnais                     | 22,41            | 508 (2022)                        | 23                 | modifier les données · modifier les données |
| Saint-Bonnet-de-Joux             | 71394      | 71220       | Charolles        | Charolles                                                | CC Le Grand Charolais                                  | 29,43            | 797 (2022)                        | 27                 | modifier les données · modifier les données |
| Saint-Bonnet-de-Vieille-Vigne    | 71395      | 71430       | Charolles        | Charolles                                                | CC Le Grand Charolais                                  | 17,81            | 217 (2022)                        | 12                 | modifier les données · modifier les données |
| Saint-Bonnet-en-Bresse           | 71396      | 71310       | Louhans          | Pierre-de-Bresse                                         | CC Bresse Nord Intercom'                               | 17,61            | 489 (2022)                        | 28                 | modifier les données · modifier les données |
| Saint-Christophe-en-Bresse       | 71398      | 71370       | Louhans          | Ouroux-sur-Saône                                         | CC Terres de Bresse                                    | 20,39            | 1 054 (2022)                      | 52                 | modifier les données · modifier les données |
| Saint-Christophe-en-Brionnais    | 71399      | 71800       | Charolles        | Chauffailles                                             | CC du Canton de Semur-en-Brionnais                     | 15,07            | 513 (2022)                        | 34                 | modifier les données · modifier les données |
| Saint-Clément-sur-Guye           | 71400      | 71460       | Mâcon            | Cluny                                                    | CC du Clunisois                                        | 7,40             | 139 (2022)                        | 19                 | modifier les données · modifier les données |
| Saint-Cyr                        | 71402      | 71240       | Chalon-sur-Saône | Tournus                                                  | CC Entre Saône et Grosne                               | 13,12            | 765 (2022)                        | 58                 | modifier les données · modifier les données |
| Saint-Denis-de-Vaux              | 71403      | 71640       | Chalon-sur-Saône | Givry                                                    | CA Le Grand Chalon                                     | 3,71             | 275 (2022)                        | 74                 | modifier les données · modifier les données |
| Saint-Désert                     | 71404      | 71390       | Chalon-sur-Saône | Givry                                                    | CA Le Grand Chalon                                     | 4,99             | 898 (2022)                        | 180                | modifier les données · modifier les données |
| Saint-Didier-en-Bresse           | 71405      | 71620       | Chalon-sur-Saône | Gergy                                                    | CC Saône Doubs Bresse                                  | 11,29            | 183 (2022)                        | 16                 | modifier les données · modifier les données |
| Saint-Didier-en-Brionnais        | 71406      | 71110       | Charolles        | Chauffailles                                             | CC du Canton de Semur-en-Brionnais                     | 11,34            | 122 (2022)                        | 11                 | modifier les données · modifier les données |
| Saint-Didier-sur-Arroux          | 71407      | 71190       | Autun            | Autun-2                                                  | CC du Grand Autunois Morvan                            | 27,94            | 223 (2022)                        | 8,0                | modifier les données · modifier les données |
| Saint-Edmond                     | 71408      | 71740       | Charolles        | Chauffailles                                             | CC La Clayette Chauffailles en Brionnais               | 10,38            | 426 (2022)                        | 41                 | modifier les données · modifier les données |
| Saint-Émiland                    | 71409      | 71490       | Autun            | Autun-2                                                  | CC du Grand Autunois Morvan                            | 23,90            | 307 (2022)                        | 13                 | modifier les données · modifier les données |
| Saint-Étienne-en-Bresse          | 71410      | 71370       | Louhans          | Louhans                                                  | CC Bresse Louhannaise Intercom'                        | 19,41            | 806 (2022)                        | 42                 | modifier les données · modifier les données |
| Saint-Eugène                     | 71411      | 71320       | Autun            | Autun-2                                                  | CC du Grand Autunois Morvan                            | 35,27            | 150 (2022)                        | 4,3                | modifier les données · modifier les données |
| Saint-Eusèbe                     | 71412      | 71210       | Autun            | Blanzy                                                   | CU Creusot Montceau                                    | 21,21            | 1 175 (2022)                      | 55                 | modifier les données · modifier les données |
| Saint-Firmin                     | 71413      | 71670       | Autun            | Le Creusot-2                                             | CU Creusot Montceau                                    | 15,77            | 785 (2022)                        | 50                 | modifier les données · modifier les données |
| Saint-Forgeot                    | 71414      | 71400       | Autun            | Autun-1                                                  | CC du Grand Autunois Morvan                            | 15,96            | 434 (2022)                        | 27                 | modifier les données · modifier les données |
| Saint-Gengoux-de-Scissé          | 71416      | 71260       | Mâcon            | Hurigny                                                  | CC Mâconnais-Tournugeois                               | 10,90            | 593 (2022)                        | 54                 | modifier les données · modifier les données |
| Saint-Gengoux-le-National        | 71417      | 71460       | Chalon-sur-Saône | Cluny                                                    | CC Sud Côte Chalonnaise                                | 9,36             | 1 047 (2022)                      | 112                | modifier les données · modifier les données |
| Saint-Germain-du-Bois            | 71419      | 71330       | Louhans          | Pierre-de-Bresse                                         | CC Bresse Revermont 71                                 | 30,33            | 1 947 (2022)                      | 64                 | modifier les données · modifier les données |
| Saint-Germain-du-Plain           | 71420      | 71370       | Louhans          | Ouroux-sur-Saône                                         | CC Terres de Bresse                                    | 19,31            | 2 346 (2022)                      | 121                | modifier les données · modifier les données |
| Saint-Germain-en-Brionnais       | 71421      | 71800       | Charolles        | Charolles                                                | CC La Clayette Chauffailles en Brionnais               | 5,96             | 177 (2022)                        | 30                 | modifier les données · modifier les données |
| Saint-Germain-lès-Buxy           | 71422      | 71390       | Chalon-sur-Saône | Givry                                                    | CC Sud Côte Chalonnaise                                | 13,42            | 263 (2022)                        | 20                 | modifier les données · modifier les données |
| Saint-Gervais-en-Vallière        | 71423      | 71350       | Chalon-sur-Saône | Gergy                                                    | CC Saône Doubs Bresse                                  | 16,27            | 440 (2022)                        | 27                 | modifier les données · modifier les données |
| Saint-Gervais-sur-Couches        | 71424      | 71490       | Autun            | Autun-1                                                  | CC du Grand Autunois Morvan                            | 20,47            | 209 (2022)                        | 10                 | modifier les données · modifier les données |
| Saint-Gilles                     | 71425      | 71510       | Chalon-sur-Saône | Chagny                                                   | CA Le Grand Chalon                                     | 3,64             | 281 (2022)                        | 77                 | modifier les données · modifier les données |
| Saint-Huruge                     | 71427      | 71460       | Mâcon            | Cluny                                                    | CC du Clunisois                                        | 4,03             | 52 (2022)                         | 13                 | modifier les données · modifier les données |
| Saint-Igny-de-Roche              | 71428      | 71170       | Charolles        | Chauffailles                                             | CC La Clayette Chauffailles en Brionnais               | 7,94             | 776 (2022)                        | 98                 | modifier les données · modifier les données |
| Saint-Jean-de-Trézy              | 71431      | 71490       | Autun            | Chagny                                                   | CC du Grand Autunois Morvan                            | 11,10            | 377 (2022)                        | 34                 | modifier les données · modifier les données |
| Saint-Jean-de-Vaux               | 71430      | 71640       | Chalon-sur-Saône | Givry                                                    | CA Le Grand Chalon                                     | 2,26             | 389 (2022)                        | 172                | modifier les données · modifier les données |
| Saint-Julien-de-Civry            | 71433      | 71800       | Charolles        | Charolles                                                | CC Le Grand Charolais                                  | 21,01            | 468 (2022)                        | 22                 | modifier les données · modifier les données |
| Saint-Julien-de-Jonzy            | 71434      | 71110       | Charolles        | Chauffailles                                             | CC du Canton de Semur-en-Brionnais                     | 22,66            | 337 (2022)                        | 15                 | modifier les données · modifier les données |
| Saint-Julien-sur-Dheune          | 71435      | 71210       | Autun            | Blanzy                                                   | CU Creusot Montceau                                    | 5,32             | 230 (2022)                        | 43                 | modifier les données · modifier les données |
| Saint-Laurent-d'Andenay          | 71436      | 71210       | Autun            | Blanzy                                                   | CU Creusot Montceau                                    | 11,49            | 966 (2022)                        | 84                 | modifier les données · modifier les données |
| Saint-Laurent-en-Brionnais       | 71437      | 71800       | Charolles        | Chauffailles                                             | CC La Clayette Chauffailles en Brionnais               | 12,98            | 325 (2022)                        | 25                 | modifier les données · modifier les données |
| Saint-Léger-du-Bois              | 71438      | 71360       | Autun            | Autun-1                                                  | CC du Grand Autunois Morvan                            | 21,26            | 511 (2022)                        | 24                 | modifier les données · modifier les données |
| Saint-Léger-lès-Paray            | 71439      | 71600       | Charolles        | Paray-le-Monial                                          | CC Le Grand Charolais                                  | 13,37            | 759 (2022)                        | 57                 | modifier les données · modifier les données |
| Saint-Léger-sous-Beuvray         | 71440      | 71990       | Autun            | Autun-2                                                  | CC du Grand Autunois Morvan                            | 34,97            | 371 (2022)                        | 11                 | modifier les données · modifier les données |
| Saint-Léger-sous-la-Bussière     | 71441      | 71520       | Mâcon            | La Chapelle-de-Guinchay                                  | CC Saint-Cyr Mère Boitier entre Charolais et Mâconnais | 8,64             | 287 (2022)                        | 33                 | modifier les données · modifier les données |
| Saint-Léger-sur-Dheune           | 71442      | 71510       | Chalon-sur-Saône | Chagny                                                   | CA Le Grand Chalon                                     | 12,16            | 1 554 (2022)                      | 128                | modifier les données · modifier les données |
| Saint-Loup-de-Varennes           | 71444      | 71240       | Chalon-sur-Saône | Saint-Rémy                                               | CA Le Grand Chalon                                     | 8,32             | 1 249 (2022)                      | 150                | modifier les données · modifier les données |
| Saint-Loup-Géanges               | 71443      | 71350       | Chalon-sur-Saône | Gergy                                                    | CA Le Grand Chalon                                     | 25,72            | 1 643 (2022)                      | 64                 | modifier les données · modifier les données |
| Saint-Marcel                     | 71445      | 71380       | Chalon-sur-Saône | Saint-Rémy                                               | CA Le Grand Chalon                                     | 10,17            | 6 211 (2022)                      | 611                | modifier les données · modifier les données |
| Saint-Marcelin-de-Cray           | 71446      | 71460       | Mâcon            | Cluny                                                    | CC du Clunisois                                        | 13,58            | 196 (2022)                        | 14                 | modifier les données · modifier les données |
| Saint-Mard-de-Vaux               | 71447      | 71640       | Chalon-sur-Saône | Givry                                                    | CA Le Grand Chalon                                     | 6,63             | 267 (2022)                        | 40                 | modifier les données · modifier les données |
| Saint-Martin-Belle-Roche         | 71448      | 71118       | Mâcon            | Hurigny                                                  | CA Mâconnais Beaujolais Agglomération                  | 4,54             | 1 388 (2022)                      | 306                | modifier les données · modifier les données |
| Saint-Martin-d'Auxy              | 71449      | 71390       | Chalon-sur-Saône | Givry                                                    | CC Sud Côte Chalonnaise                                | 7,32             | 146 (2022)                        | 20                 | modifier les données · modifier les données |
| Saint-Martin-de-Commune          | 71450      | 71490       | Autun            | Autun-2                                                  | CC du Grand Autunois Morvan                            | 14,57            | 100 (2022)                        | 6,9                | modifier les données · modifier les données |
| Saint-Martin-de-Lixy             | 71451      | 71740       | Charolles        | Chauffailles                                             | CC La Clayette Chauffailles en Brionnais               | 4,19             | 92 (2022)                         | 22                 | modifier les données · modifier les données |
| Saint-Martin-de-Salencey         | 71452      | 71220       | Mâcon            | Cluny                                                    | CC du Clunisois                                        | 15,78            | 114 (2022)                        | 7,2                | modifier les données · modifier les données |
| Saint-Martin-du-Lac              | 71453      | 71110       | Charolles        | Paray-le-Monial                                          | CC de Marcigny                                         | 14,04            | 241 (2022)                        | 17                 | modifier les données · modifier les données |
| Saint-Martin-du-Mont             | 71454      | 71580       | Louhans          | Louhans                                                  | CC Bresse Louhannaise Intercom'                        | 5,26             | 175 (2022)                        | 33                 | modifier les données · modifier les données |
| Saint-Martin-du-Tartre           | 71455      | 71460       | Chalon-sur-Saône | Givry                                                    | CC Sud Côte Chalonnaise                                | 8,03             | 150 (2022)                        | 19                 | modifier les données · modifier les données |
| Saint-Martin-en-Bresse           | 71456      | 71620       | Chalon-sur-Saône | Ouroux-sur-Saône                                         | CC Saône Doubs Bresse                                  | 34,59            | 1 902 (2022)                      | 55                 | modifier les données · modifier les données |
| Saint-Martin-en-Gâtinois         | 71457      | 71350       | Chalon-sur-Saône | Gergy                                                    | CC Saône Doubs Bresse                                  | 7,29             | 120 (2022)                        | 16                 | modifier les données · modifier les données |
| Saint-Martin-la-Patrouille       | 71458      | 71460       | Mâcon            | Blanzy                                                   | CC du Clunisois                                        | 6,76             | 65 (2022)                         | 9,6                | modifier les données · modifier les données |
| Saint-Martin-sous-Montaigu       | 71459      | 71640       | Chalon-sur-Saône | Givry                                                    | CA Le Grand Chalon                                     | 3,65             | 328 (2022)                        | 90                 | modifier les données · modifier les données |
| Saint-Maurice-de-Satonnay        | 71460      | 71260       | Mâcon            | Hurigny                                                  | CA Mâconnais Beaujolais Agglomération                  | 10,33            | 484 (2022)                        | 47                 | modifier les données · modifier les données |
| Saint-Maurice-des-Champs         | 71461      | 71460       | Chalon-sur-Saône | Givry                                                    | CC Sud Côte Chalonnaise                                | 5,83             | 65 (2022)                         | 11                 | modifier les données · modifier les données |
| Saint-Maurice-en-Rivière         | 71462      | 71620       | Chalon-sur-Saône | Gergy                                                    | CC Saône Doubs Bresse                                  | 18,57            | 523 (2022)                        | 28                 | modifier les données · modifier les données |
| Saint-Maurice-lès-Châteauneuf    | 71463      | 71740       | Charolles        | Chauffailles                                             | CC La Clayette Chauffailles en Brionnais               | 10,84            | 595 (2022)                        | 55                 | modifier les données · modifier les données |
| Saint-Maurice-lès-Couches        | 71464      | 71490       | Autun            | Chagny                                                   | CC du Grand Autunois Morvan                            | 4,69             | 177 (2022)                        | 38                 | modifier les données · modifier les données |
| Saint-Micaud                     | 71465      | 71460       | Autun            | Blanzy                                                   | CU Creusot Montceau                                    | 20,91            | 274 (2022)                        | 13                 | modifier les données · modifier les données |
| Saint-Nizier-sur-Arroux          | 71466      | 71190       | Autun            | Autun-2                                                  | CC du Grand Autunois Morvan                            | 10,16            | 123 (2022)                        | 12                 | modifier les données · modifier les données |
| Saint-Pierre-de-Varennes         | 71468      | 71670       | Autun            | Le Creusot-2                                             | CU Creusot Montceau                                    | 23,08            | 837 (2022)                        | 36                 | modifier les données · modifier les données |
| Saint-Pierre-le-Vieux            | 71469      | 71520       | Mâcon            | La Chapelle-de-Guinchay                                  | CC Saint-Cyr Mère Boitier entre Charolais et Mâconnais | 15,79            | 378 (2022)                        | 24                 | modifier les données · modifier les données |
| Saint-Point                      | 71470      | 71520       | Mâcon            | La Chapelle-de-Guinchay                                  | CC Saint-Cyr Mère Boitier entre Charolais et Mâconnais | 14,24            | 362 (2022)                        | 25                 | modifier les données · modifier les données |
| Saint-Privé                      | 71471      | 71390       | Chalon-sur-Saône | Givry                                                    | CC Sud Côte Chalonnaise                                | 5,21             | 99 (2022)                         | 19                 | modifier les données · modifier les données |
| Saint-Prix                       | 71472      | 71990       | Autun            | Autun-2                                                  | CC du Grand Autunois Morvan                            | 34,14            | 201 (2022)                        | 5,9                | modifier les données · modifier les données |
| Saint-Racho                      | 71473      | 71800       | Charolles        | Chauffailles                                             | CC La Clayette Chauffailles en Brionnais               | 10,57            | 150 (2022)                        | 14                 | modifier les données · modifier les données |
| Saint-Rémy                       | 71475      | 71100       | Chalon-sur-Saône | Saint-Rémy                                               | CA Le Grand Chalon                                     | 10,38            | 6 476 (2022)                      | 624                | modifier les données · modifier les données |
| Saint-Romain-sous-Gourdon        | 71477      | 71230       | Autun            | Charolles                                                | CU Creusot Montceau                                    | 18,78            | 480 (2022)                        | 26                 | modifier les données · modifier les données |
| Saint-Romain-sous-Versigny       | 71478      | 71420       | Charolles        | Gueugnon                                                 | CC entre Arroux, Loire et Somme                        | 17,73            | 78 (2022)                         | 4,4                | modifier les données · modifier les données |
| Saint-Sernin-du-Bois             | 71479      | 71200       | Autun            | Le Creusot-2                                             | CU Creusot Montceau                                    | 14,67            | 1 729 (2022)                      | 118                | modifier les données · modifier les données |
| Saint-Sernin-du-Plain            | 71480      | 71510       | Chalon-sur-Saône | Chagny                                                   | CA Le Grand Chalon                                     | 14,45            | 604 (2022)                        | 42                 | modifier les données · modifier les données |
| Saint-Symphorien-d'Ancelles      | 71481      | 71570       | Mâcon            | La Chapelle-de-Guinchay                                  | CA Mâconnais Beaujolais Agglomération                  | 6,13             | 1 128 (2022)                      | 184                | modifier les données · modifier les données |
| Saint-Symphorien-de-Marmagne     | 71482      | 71710       | Autun            | Autun-2                                                  | CU Creusot Montceau                                    | 37,31            | 832 (2022)                        | 22                 | modifier les données · modifier les données |
| Saint-Symphorien-des-Bois        | 71483      | 71800       | Charolles        | Chauffailles                                             | CC La Clayette Chauffailles en Brionnais               | 10,65            | 412 (2022)                        | 39                 | modifier les données · modifier les données |
| Saint-Usuge                      | 71484      | 71500       | Louhans          | Louhans                                                  | CC Bresse Louhannaise Intercom'                        | 31,84            | 1 221 (2022)                      | 38                 | modifier les données · modifier les données |
| Saint-Vallerin                   | 71485      | 71390       | Chalon-sur-Saône | Givry                                                    | CC Sud Côte Chalonnaise                                | 6,73             | 252 (2022)                        | 37                 | modifier les données · modifier les données |
| Saint-Vallier                    | 71486      | 71230       | Autun            | Saint-Vallier                                            | CU Creusot Montceau                                    | 24,21            | 8 508 (2022)                      | 351                | modifier les données · modifier les données |
| Saint-Vérand                     | 71487      | 71570       | Mâcon            | La Chapelle-de-Guinchay                                  | CA Mâconnais Beaujolais Agglomération                  | 2,45             | 156 (2022)                        | 64                 | modifier les données · modifier les données |
| Saint-Vincent-Bragny             | 71490      | 71430       | Charolles        | Charolles                                                | CC Le Grand Charolais                                  | 41,00            | 997 (2022)                        | 24                 | modifier les données · modifier les données |
| Saint-Vincent-des-Prés           | 71488      | 71250       | Mâcon            | Cluny                                                    | CC du Clunisois                                        | 6,30             | 98 (2022)                         | 16                 | modifier les données · modifier les données |
| Saint-Vincent-en-Bresse          | 71489      | 71440       | Louhans          | Louhans                                                  | CC Bresse Louhannaise Intercom'                        | 15,75            | 581 (2022)                        | 37                 | modifier les données · modifier les données |
| Saint-Yan                        | 71491      | 71600       | Charolles        | Paray-le-Monial                                          | CC Le Grand Charolais                                  | 26,15            | 1 132 (2022)                      | 43                 | modifier les données · modifier les données |
| Sainte-Cécile                    | 71397      | 71250       | Mâcon            | Cluny                                                    | CC du Clunisois                                        | 7,26             | 282 (2022)                        | 39                 | modifier les données · modifier les données |
| Sainte-Croix-en-Bresse           | 71401      | 71470       | Louhans          | Cuiseaux                                                 | CC Bresse Louhannaise Intercom'                        | 20,87            | 657 (2022)                        | 31                 | modifier les données · modifier les données |
| Sainte-Foy                       | 71415      | 71110       | Charolles        | Chauffailles                                             | CC du Canton de Semur-en-Brionnais                     | 8,30             | 143 (2022)                        | 17                 | modifier les données · modifier les données |
| Sainte-Hélène                    | 71426      | 71390       | Chalon-sur-Saône | Givry                                                    | CC Sud Côte Chalonnaise                                | 14,27            | 510 (2022)                        | 36                 | modifier les données · modifier les données |
| Sainte-Radegonde                 | 71474      | 71320       | Charolles        | Gueugnon                                                 | CC entre Arroux, Loire et Somme                        | 22,95            | 149 (2022)                        | 6,5                | modifier les données · modifier les données |
| Saisy                            | 71493      | 71360       | Autun            | Autun-1                                                  | CC du Grand Autunois Morvan                            | 17,12            | 349 (2022)                        | 20                 | modifier les données · modifier les données |
| La Salle                         | 71494      | 71260       | Mâcon            | Hurigny                                                  | CA Mâconnais Beaujolais Agglomération                  | 5,67             | 508 (2022)                        | 90                 | modifier les données · modifier les données |
| Salornay-sur-Guye                | 71495      | 71250       | Mâcon            | Cluny                                                    | CC du Clunisois                                        | 11,02            | 869 (2022)                        | 79                 | modifier les données · modifier les données |
| Sampigny-lès-Maranges            | 71496      | 71150       | Chalon-sur-Saône | Chagny                                                   | CA Le Grand Chalon                                     | 2,70             | 134 (2022)                        | 50                 | modifier les données · modifier les données |
| Sancé                            | 71497      | 71000       | Mâcon            | Mâcon-1                                                  | CA Mâconnais Beaujolais Agglomération                  | 6,56             | 2 158 (2022)                      | 329                | modifier les données · modifier les données |
| Santilly                         | 71498      | 71460       | Chalon-sur-Saône | Givry                                                    | CC Sud Côte Chalonnaise                                | 7,22             | 148 (2022)                        | 20                 | modifier les données · modifier les données |
| Sanvignes-les-Mines              | 71499      | 71410       | Autun            | Saint-Vallier                                            | CU Creusot Montceau                                    | 35,48            | 4 265 (2022)                      | 120                | modifier les données · modifier les données |
| Sarry                            | 71500      | 71110       | Charolles        | Chauffailles                                             | CC du Canton de Semur-en-Brionnais                     | 9,67             | 95 (2022)                         | 9,8                | modifier les données · modifier les données |
| Sassangy                         | 71501      | 71390       | Chalon-sur-Saône | Givry                                                    | CC Sud Côte Chalonnaise                                | 6,25             | 141 (2022)                        | 23                 | modifier les données · modifier les données |
| Sassenay                         | 71502      | 71530       | Chalon-sur-Saône | Gergy                                                    | CA Le Grand Chalon                                     | 18,91            | 1 601 (2022)                      | 85                 | modifier les données · modifier les données |
| Saules                           | 71503      | 71390       | Chalon-sur-Saône | Givry                                                    | CC Sud Côte Chalonnaise                                | 2,06             | 124 (2022)                        | 60                 | modifier les données · modifier les données |
| Saunières                        | 71504      | 71350       | Chalon-sur-Saône | Gergy                                                    | CC Saône Doubs Bresse                                  | 7,40             | 83 (2022)                         | 11                 | modifier les données · modifier les données |
| Savianges                        | 71505      | 71460       | Chalon-sur-Saône | Givry                                                    | CC Sud Côte Chalonnaise                                | 6,56             | 80 (2022)                         | 12                 | modifier les données · modifier les données |
| Savigny-en-Revermont             | 71506      | 71580       | Louhans          | Pierre-de-Bresse                                         | CC Bresse Revermont 71                                 | 27,21            | 1 141 (2022)                      | 42                 | modifier les données · modifier les données |
| Savigny-sur-Grosne               | 71507      | 71460       | Chalon-sur-Saône | Cluny                                                    | CC Entre Saône et Grosne                               | 6,52             | 170 (2022)                        | 26                 | modifier les données · modifier les données |
| Savigny-sur-Seille               | 71508      | 71440       | Louhans          | Cuiseaux                                                 | CC Terres de Bresse                                    | 14,48            | 385 (2022)                        | 27                 | modifier les données · modifier les données |
| Semur-en-Brionnais               | 71510      | 71110       | Charolles        | Chauffailles                                             | CC du Canton de Semur-en-Brionnais                     | 15,56            | 608 (2022)                        | 39                 | modifier les données · modifier les données |
| Sennecey-le-Grand                | 71512      | 71240       | Chalon-sur-Saône | Tournus                                                  | CC Entre Saône et Grosne                               | 26,76            | 2 911 (2022)                      | 109                | modifier les données · modifier les données |
| Senozan                          | 71513      | 71260       | Mâcon            | Hurigny                                                  | CA Mâconnais Beaujolais Agglomération                  | 4,86             | 1 132 (2022)                      | 233                | modifier les données · modifier les données |
| Sens-sur-Seille                  | 71514      | 71330       | Louhans          | Pierre-de-Bresse                                         | CC Bresse Revermont 71                                 | 11,70            | 432 (2022)                        | 37                 | modifier les données · modifier les données |
| Sercy                            | 71515      | 71460       | Chalon-sur-Saône | Givry                                                    | CC Sud Côte Chalonnaise                                | 5,80             | 103 (2022)                        | 18                 | modifier les données · modifier les données |
| Serley                           | 71516      | 71310       | Louhans          | Pierre-de-Bresse                                         | CC Bresse Revermont 71                                 | 22,60            | 595 (2022)                        | 26                 | modifier les données · modifier les données |
| Sermesse                         | 71517      | 71350       | Chalon-sur-Saône | Gergy                                                    | CC Saône Doubs Bresse                                  | 8,36             | 246 (2022)                        | 29                 | modifier les données · modifier les données |
| Serrières                        | 71518      | 71960       | Mâcon            | La Chapelle-de-Guinchay                                  | CC Saint-Cyr Mère Boitier entre Charolais et Mâconnais | 9,84             | 290 (2022)                        | 29                 | modifier les données · modifier les données |
| Serrigny-en-Bresse               | 71519      | 71310       | Louhans          | Pierre-de-Bresse                                         | CC Bresse Revermont 71                                 | 12,36            | 187 (2022)                        | 15                 | modifier les données · modifier les données |
| Sevrey                           | 71520      | 71100       | Chalon-sur-Saône | Saint-Rémy                                               | CA Le Grand Chalon                                     | 8,44             | 1 208 (2022)                      | 143                | modifier les données · modifier les données |
| Sigy-le-Châtel                   | 71521      | 71250       | Mâcon            | Cluny                                                    | CC du Clunisois                                        | 6,95             | 105 (2022)                        | 15                 | modifier les données · modifier les données |
| Simandre                         | 71522      | 71290       | Louhans          | Cuiseaux                                                 | CC Terres de Bresse                                    | 22,79            | 1 744 (2022)                      | 77                 | modifier les données · modifier les données |
| Simard                           | 71523      | 71330       | Louhans          | Louhans                                                  | CC Bresse Louhannaise Intercom'                        | 22,12            | 1 175 (2022)                      | 53                 | modifier les données · modifier les données |
| Sivignon                         | 71524      | 71220       | Mâcon            | Cluny                                                    | CC du Clunisois                                        | 12,50            | 178 (2022)                        | 14                 | modifier les données · modifier les données |
| Sologny                          | 71525      | 71960       | Mâcon            | Hurigny                                                  | CA Mâconnais Beaujolais Agglomération                  | 10,65            | 576 (2022)                        | 54                 | modifier les données · modifier les données |
| Solutré-Pouilly                  | 71526      | 71960       | Mâcon            | La Chapelle-de-Guinchay                                  | CA Mâconnais Beaujolais Agglomération                  | 6,16             | 342 (2022)                        | 56                 | modifier les données · modifier les données |
| Sommant                          | 71527      | 71540       | Autun            | Autun-1                                                  | CC du Grand Autunois Morvan                            | 20,57            | 187 (2022)                        | 9,1                | modifier les données · modifier les données |
| Sornay                           | 71528      | 71500       | Louhans          | Louhans                                                  | CC Bresse Louhannaise Intercom'                        | 18,12            | 1 958 (2022)                      | 108                | modifier les données · modifier les données |
| Suin                             | 71529      | 71220       | Charolles        | Charolles                                                | CC Le Grand Charolais                                  | 21,98            | 274 (2022)                        | 12                 | modifier les données · modifier les données |
| Sully                            | 71530      | 71360       | Autun            | Autun-1                                                  | CC du Grand Autunois Morvan                            | 31,84            | 489 (2022)                        | 15                 | modifier les données · modifier les données |
| La Tagnière                      | 71531      | 71190       | Autun            | Autun-2                                                  | CC du Grand Autunois Morvan                            | 34,07            | 207 (2022)                        | 6,1                | modifier les données · modifier les données |
| Taizé                            | 71532      | 71250       | Mâcon            | Cluny                                                    | CC du Clunisois                                        | 3,16             | 196 (2022)                        | 62                 | modifier les données · modifier les données |
| Tancon                           | 71533      | 71740       | Charolles        | Chauffailles                                             | CC La Clayette Chauffailles en Brionnais               | 9,48             | 556 (2022)                        | 59                 | modifier les données · modifier les données |
| Le Tartre                        | 71534      | 71330       | Louhans          | Pierre-de-Bresse                                         | CC Bresse Revermont 71                                 | 3,83             | 109 (2022)                        | 28                 | modifier les données · modifier les données |
| Tavernay                         | 71535      | 71400       | Autun            | Autun-1                                                  | CC du Grand Autunois Morvan                            | 25,56            | 503 (2022)                        | 20                 | modifier les données · modifier les données |
| Thil-sur-Arroux                  | 71537      | 71190       | Autun            | Autun-2                                                  | CC du Grand Autunois Morvan                            | 13,44            | 137 (2022)                        | 10                 | modifier les données · modifier les données |
| Thurey                           | 71538      | 71440       | Louhans          | Pierre-de-Bresse                                         | CC Bresse Revermont 71                                 | 18,22            | 422 (2022)                        | 23                 | modifier les données · modifier les données |
| Tintry                           | 71539      | 71490       | Autun            | Autun-1                                                  | CC du Grand Autunois Morvan                            | 9,66             | 79 (2022)                         | 8,2                | modifier les données · modifier les données |
| Torcy                            | 71540      | 71210       | Autun            | Le Creusot-1                                             | CU Creusot Montceau                                    | 19,62            | 2 805 (2022)                      | 143                | modifier les données · modifier les données |
| Torpes                           | 71541      | 71270       | Louhans          | Pierre-de-Bresse                                         | CC Bresse Nord Intercom'                               | 15,70            | 376 (2022)                        | 24                 | modifier les données · modifier les données |
| Toulon-sur-Arroux                | 71542      | 71320       | Charolles        | Gueugnon                                                 | CC entre Arroux, Loire et Somme                        | 43,73            | 1 447 (2022)                      | 33                 | modifier les données · modifier les données |
| Tournus                          | 71543      | 71700       | Mâcon            | Tournus                                                  | CC Mâconnais-Tournugeois                               | 14,62            | 5 702 (2022)                      | 390                | modifier les données · modifier les données |
| Toutenant                        | 71544      | 71350       | Chalon-sur-Saône | Gergy                                                    | CC Saône Doubs Bresse                                  | 13,62            | 173 (2022)                        | 13                 | modifier les données · modifier les données |
| Tramayes                         | 71545      | 71520       | Mâcon            | La Chapelle-de-Guinchay                                  | CC Saint-Cyr Mère Boitier entre Charolais et Mâconnais | 18,60            | 1 067 (2022)                      | 57                 | modifier les données · modifier les données |
| Trambly                          | 71546      | 71520       | Mâcon            | La Chapelle-de-Guinchay                                  | CC Saint-Cyr Mère Boitier entre Charolais et Mâconnais | 12,08            | 398 (2022)                        | 33                 | modifier les données · modifier les données |
| Trivy                            | 71547      | 71520       | Mâcon            | La Chapelle-de-Guinchay                                  | CC Saint-Cyr Mère Boitier entre Charolais et Mâconnais | 11,64            | 259 (2022)                        | 22                 | modifier les données · modifier les données |
| Tronchy                          | 71548      | 71440       | Louhans          | Ouroux-sur-Saône                                         | CC Terres de Bresse                                    | 7,76             | 241 (2022)                        | 31                 | modifier les données · modifier les données |
| La Truchère                      | 71549      | 71290       | Mâcon            | Tournus                                                  | CC Mâconnais-Tournugeois                               | 5,09             | 204 (2022)                        | 40                 | modifier les données · modifier les données |
| Uchizy                           | 71550      | 71700       | Mâcon            | Tournus                                                  | CC Mâconnais-Tournugeois                               | 12,49            | 812 (2022)                        | 65                 | modifier les données · modifier les données |
| Uchon                            | 71551      | 71190       | Autun            | Autun-2                                                  | CC du Grand Autunois Morvan                            | 11,86            | 97 (2022)                         | 8,2                | modifier les données · modifier les données |
| Uxeau                            | 71552      | 71130       | Charolles        | Gueugnon                                                 | CC entre Arroux, Loire et Somme                        | 32,75            | 497 (2022)                        | 15                 | modifier les données · modifier les données |
| Vareilles                        | 71553      | 71800       | Charolles        | Chauffailles                                             | CC La Clayette Chauffailles en Brionnais               | 8,62             | 279 (2022)                        | 32                 | modifier les données · modifier les données |
| Varenne-l'Arconce                | 71554      | 71110       | Charolles        | Chauffailles                                             | CC du Canton de Semur-en-Brionnais                     | 8,30             | 111 (2022)                        | 13                 | modifier les données · modifier les données |
| Varenne-Saint-Germain            | 71557      | 71600       | Charolles        | Digoin                                                   | CC Le Grand Charolais                                  | 15,62            | 692 (2022)                        | 44                 | modifier les données · modifier les données |
| Varennes-le-Grand                | 71555      | 71240       | Chalon-sur-Saône | Saint-Rémy                                               | CA Le Grand Chalon                                     | 19,08            | 2 287 (2022)                      | 120                | modifier les données · modifier les données |
| Varennes-lès-Mâcon               | 71556      | 71000       | Mâcon            | Mâcon-2                                                  | CA Mâconnais Beaujolais Agglomération                  | 4,75             | 581 (2022)                        | 122                | modifier les données · modifier les données |
| Varennes-Saint-Sauveur           | 71558      | 71480       | Louhans          | Cuiseaux                                                 | CC Bresse Louhannaise Intercom'                        | 30,16            | 1 116 (2022)                      | 37                 | modifier les données · modifier les données |
| Varennes-sous-Dun                | 71559      | 71800       | Charolles        | Chauffailles                                             | CC La Clayette Chauffailles en Brionnais               | 17,76            | 525 (2022)                        | 30                 | modifier les données · modifier les données |
| Vauban                           | 71561      | 71800       | Charolles        | Chauffailles                                             | CC La Clayette Chauffailles en Brionnais               | 13,63            | 236 (2022)                        | 17                 | modifier les données · modifier les données |
| Vaudebarrier                     | 71562      | 71120       | Charolles        | Charolles                                                | CC Le Grand Charolais                                  | 8,00             | 207 (2022)                        | 26                 | modifier les données · modifier les données |
| Vaux-en-Pré                      | 71563      | 71460       | Chalon-sur-Saône | Cluny                                                    | CC Sud Côte Chalonnaise                                | 4,39             | 77 (2022)                         | 18                 | modifier les données · modifier les données |
| Vendenesse-lès-Charolles         | 71564      | 71120       | Charolles        | Charolles                                                | CC Le Grand Charolais                                  | 27,38            | 738 (2022)                        | 27                 | modifier les données · modifier les données |
| Vendenesse-sur-Arroux            | 71565      | 71130       | Charolles        | Gueugnon                                                 | CC entre Arroux, Loire et Somme                        | 16,09            | 557 (2022)                        | 35                 | modifier les données · modifier les données |
| Verdun-Ciel                      | 71566      | 71350       | Chalon-sur-Saône | Gergy                                                    | CC Saône Doubs Bresse                                  | 24,46            | 1 838 (2022)                      | 75                 | modifier les données · modifier les données |
| Vergisson                        | 71567      | 71960       | Mâcon            | La Chapelle-de-Guinchay                                  | CA Mâconnais Beaujolais Agglomération                  | 5,77             | 233 (2022)                        | 40                 | modifier les données · modifier les données |
| Vérissey                         | 71568      | 71440       | Louhans          | Louhans                                                  | CC Bresse Louhannaise Intercom'                        | 8,27             | 55 (2022)                         | 6,7                | modifier les données · modifier les données |
| Verjux                           | 71570      | 71590       | Chalon-sur-Saône | Gergy                                                    | CC Saône Doubs Bresse                                  | 12,09            | 508 (2022)                        | 42                 | modifier les données · modifier les données |
| Verosvres                        | 71571      | 71220       | Mâcon            | La Chapelle-de-Guinchay                                  | CC Saint-Cyr Mère Boitier entre Charolais et Mâconnais | 22,96            | 430 (2022)                        | 19                 | modifier les données · modifier les données |
| Vers                             | 71572      | 71240       | Chalon-sur-Saône | Tournus                                                  | CC Entre Saône et Grosne                               | 4,18             | 234 (2022)                        | 56                 | modifier les données · modifier les données |
| Versaugues                       | 71573      | 71110       | Charolles        | Paray-le-Monial                                          | CC Le Grand Charolais                                  | 10,86            | 191 (2022)                        | 18                 | modifier les données · modifier les données |
| Verzé                            | 71574      | 71960       | Mâcon            | Hurigny                                                  | CA Mâconnais Beaujolais Agglomération                  | 19,84            | 855 (2022)                        | 43                 | modifier les données · modifier les données |
| Le Villars                       | 71576      | 71700       | Mâcon            | Tournus                                                  | CC Mâconnais-Tournugeois                               | 5,58             | 285 (2022)                        | 51                 | modifier les données · modifier les données |
| Villegaudin                      | 71577      | 71620       | Chalon-sur-Saône | Ouroux-sur-Saône                                         | CC Saône Doubs Bresse                                  | 8,96             | 218 (2022)                        | 24                 | modifier les données · modifier les données |
| Villeneuve-en-Montagne           | 71579      | 71390       | Chalon-sur-Saône | Givry                                                    | CC Sud Côte Chalonnaise                                | 15,57            | 174 (2022)                        | 11                 | modifier les données · modifier les données |
| Vincelles                        | 71580      | 71500       | Louhans          | Louhans                                                  | CC Bresse Louhannaise Intercom'                        | 5,61             | 450 (2022)                        | 80                 | modifier les données · modifier les données |
| Vindecy                          | 71581      | 71110       | Charolles        | Paray-le-Monial                                          | CC de Marcigny                                         | 16,56            | 246 (2022)                        | 15                 | modifier les données · modifier les données |
| La Vineuse sur Fregande          | 71582      | 71250       | Mâcon            | Cluny                                                    | CC du Clunisois                                        | 35,81            | 653 (2022)                        | 18                 | modifier les données · modifier les données |
| Vinzelles                        | 71583      | 71680       | Mâcon            | La Chapelle-de-Guinchay                                  | CA Mâconnais Beaujolais Agglomération                  | 4,43             | 762 (2022)                        | 172                | modifier les données · modifier les données |
| Viré                             | 71584      | 71260       | Mâcon            | Hurigny                                                  | CC Mâconnais-Tournugeois                               | 11,28            | 1 218 (2022)                      | 108                | modifier les données · modifier les données |
| Virey-le-Grand                   | 71585      | 71530       | Chalon-sur-Saône | Chalon-sur-Saône-1                                       | CA Le Grand Chalon                                     | 12,65            | 1 393 (2022)                      | 110                | modifier les données · modifier les données |
| Viry                             | 71586      | 71120       | Charolles        | Charolles                                                | CC Le Grand Charolais                                  | 20,14            | 260 (2022)                        | 13                 | modifier les données · modifier les données |
| Vitry-en-Charollais              | 71588      | 71600       | Charolles        | Paray-le-Monial                                          | CC Le Grand Charolais                                  | 21,24            | 1 082 (2022)                      | 51                 | modifier les données · modifier les données |
| Vitry-sur-Loire                  | 71589      | 71140       | Charolles        | Digoin                                                   | CC entre Arroux, Loire et Somme                        | 27,38            | 423 (2022)                        | 15                 | modifier les données · modifier les données |
| Volesvres                        | 71590      | 71600       | Charolles        | Paray-le-Monial                                          | CC Le Grand Charolais                                  | 21,53            | 661 (2022)                        | 31                 | modifier les données · modifier les données |
| Saône-et-Loire                   | 71         |             |                  |                                                          |                                                        | 8 575,00         | 549 136 (2022)                    | 64                 | modifier les données                        |